# 모닝구무스메의 음반 및 활동 목록
모닝구무스메의 음반 및 활동 목록은 일본의 여성 아이돌 그룹인 모닝구무스메의 음반과 활동에 관해서 기록된 목록이다.

## 음악

### 싱글
- 愛の種 (1997년 11월 3일 인디즈 레이블 URANEBA RECORD 5만장 한정 판매) (작사 : 사에키 켄조 · 작편곡 : 사쿠라이 테츠타로)
  - 메이저 데뷔 퍼스트 싱글 "モーニングコーヒー"의 커플링 곡으로 수록
  - 초기 멤버 (나카자와 유코 · 이시구로 아야 · 이이다 카오리 · 아베 나츠미 · 후쿠다 아스카) 메이저 데뷔 기획

1. モーニングコーヒー (1998년 1월 28일) (2005년 3월 2일 12cm판 발매) (편곡 : 사쿠라이 테츠타로)
  - 커플링 : 愛の種 (편곡 : 사쿠라이 테츠타로)
    - 오리콘 싱글 차트 최고 6위 (판매량 : 200,790장)
    - 드림 모닝구무스메。가 "ドリムス。①"가 커버
2. サマーナイトタウン (1998년 5월 27일) (2005년 3월 2일 12cm판 발매) (편곡 : 마에시마 야스아키)
  - 커플링 : A MEMORY OF SUMMER '98 (편곡 : 다카하시 유이치)
    - 오리콘 싱글 차트 최고 4위 (판매량 : 417,330장)
    - 후에 코코넛무스메。가 데뷔 싱글로써 English Version으로 커버
    - 후에 모닝구무스메。오토메구미가 커버
    - 2기 멤버 (야스다 케이 · 야구치 마리 · 이치이 사야카) 첫 참가 싱글
3. 抱いてHOLD ON ME! (1998년 9월 9일) (2005년 3월 2일 12cm판 발매) (편곡 : 마에시마 야스아키)
  - 커플링 : 例えば (편곡 : 스도 고 & LH Project)
    - 첫 오리콘 싱글 차트 1위 (판매량 : 497,120장)
    - 제40회 일본 레코드 대상 최우수 신인상 획득곡
    - 후에 모닝구무스메。사쿠라구미가 커버, 킷카와 유우가 "ボカリスト?"에서 커버
4. Memory 青春の光 (1999년 2월 10일) (2005년 3월 2일 12cm판 발매) (편곡 : 마에시마 야스아키)
  - 커플링 : Happy Night (편곡 : 코니시 타카오) / Never Forget (편곡 : 코니시 타카오)
    - 오리콘 싱글 차트 최고 2위 (판매량 : 410,850장)
    - 후에 층쿠♂가 "タイプ2"에서 셀프 커버, 아베 나츠미가 "一人ぼっち"에서 커버
    - 후쿠다 아스카 마지막 참가 싱글
5. 真夏の光線 (1999년 5월 12일) (2005년 3월 2일 12cm판 발매) (편곡 : 코노 신)
  - 커플링 : 恋の始発列車 (편곡 : 코니시 타카오)
    - 오리콘 싱글 차트 최고 3위 (판매량 : 235,010장)
6. ふるさと (1999년 7월 14일) (2005년 3월 2일 12cm판 발매) (편곡 : 코니시 타카오)
  - 커플링 : 忘れらんない (편곡 : 코니시 타카오 & 시타마치 쿄다이)
    - 오리콘 싱글 차트 최고 5위 (판매량 : 170,670장)
    - 2001년에 이치이 사야카와 나카자와 유코가 포크송으로서 커버, 후에 아베 나츠미가 "一人ぼっち"에서, 나카자와 유코가 "第二章～強がり～"에서 커버
7. LOVEマシーン (1999년 9월 9일) (1999년 10월 6일 아날로그반 발매) (2005년 3월 2일 12cm판 발매) (편곡 : 댄스☆맨)
  - 커플링 : 21世紀 (편곡 : 스즈키 슌스케)
    - 오리콘 싱글 차트 3주 연속 1위. 첫 밀리언셀러 (판매량 : 1,646,630장)
    - 제56회 NHK 홍백가합전 앙케이트 "좋아하는 곡" 투표에서 홍조 (여성) 제1위 획득. 종합에서는 제4위.
    - 3기 멤버 (고토 마키) 첫 참가 싱글
    - 이시구로 아야 마지막 참가 싱글
    - 후에 코부시팩토리가 "辛夷第二幕"에서 아카펠라 버전으로서 커버
8. 恋のダンスサイト (2000년 1월 26일) (2000년 2월 9일 아날로그반 발매) (2005년 3월 2일 12cm판 발매) (편곡 : 댄스☆맨)
  - 커플링 : 恋はロケンロー (편곡 : 야마모토 류이치로)
    - 오리콘 싱글 차트에서는 2위. 두 작품 연속 밀리언셀러 (판매량 : 1,229,970장)
9. ハッピーサマーウェディング (2000년 5월 17일) (편곡 : 댄스☆맨)
  - 커플링 : 通学列車 (편곡 : AKIRA)
    - 오리콘 싱글 차트 최고 1위 (판매량 : 990,950장)
    - 4기 멤버 (이시카와 리카 · 요시자와 히토미 · 쯔지 노조미 · 카고 아이) 첫 참가 싱글
    - 이치이 사야카 마지막 참가 싱글
10. I WISH (2000년 9월 6일) (편곡 : 코노 신)
  - 커플링：あこがれMy Boy (편곡 : AKIRA)
    - 오리콘 싱글 차트 최고 1위 (판매량 : 654,640장)
    - TBS "시드니 올림픽" 테마송
11. 恋愛レボリューション21 (2000년 12월 13일) (2001년 1월 24일 아날로그(12인치)반 발매) (편곡 : 댄스☆맨)
  - 커플링 : インスピレーション! (편곡 : 스즈키 슌스케)
    - 오리콘 싱글 차트 최고 2위 (판매량 : 986,040장)
    - “사루틴반코 2000” 테마송
    - 커플링곡 "インスピレーション!"은 NHK-BS 이미지송
    - 나카자와 유코 마지막 참가 싱글
    - "恋愛 - "는 2009년 말에 닛신식품 “태면당당”의 CM송이라고 해도 사용되었다.
12. ザ☆ピ～ス! (2001년 7월 25일) (편곡 : 댄스☆맨)
  - 커플링 : でっかい宇宙に愛がある (편곡 : 스즈키 슌스케)
    - 오리콘 싱글 차트 최고 1위 (판매량 : 682,320장)
    - 후에 HANGRY&ANGRY의 "Sadistic Dance"에 h&A Death Tracks으로 수록
    - 커플링곡 "でっかい宇宙に愛がある"는 24시간 테레비 “사랑은 지구를 구한다” 테마송
    - 후에 모닝구무스메。사쿠라구미, 모닝구무스메。오토메구미가 커버
13. Mr.Moonlight～愛のビッグバンド～ (2001년 10월 31일) (편곡 : 스즈키 슌스케)
  - 커플링 : ポップコーンラブ! (편곡 : 코노 신)
    - 오리콘 싱글 차트 최고 1위 (판매량 : 513,340장)
    - 후에 층쿠♂가 "TAKE 1"에서 셀프 커버
    - 5기 멤버 (다카하시 아이 · 콘노 아사미 · 오가와 마코토 · 니이가키 리사) 첫 참가 싱글
14. そうだ! We're ALIVE (2002년 2월 20일) (편곡 : 댄스☆맨)
  - 커플링 : モーニングコーヒー (2002 ver.) (편곡 : 스즈키 슌스케)
    - 오리콘 싱글 차트 최고 1위 (판매량 : 443,630장)
    - TBS "솔트레이크시티 올림픽" 테마송
15. Do it! Now (2002년 7월 24일) (편곡 : 스즈키Daichi히데유키)
  - 커플링 : ちょっとイカしたPURE BOY (편곡 : TATOO)
    - 오리콘 싱글 차트 최고 3위 (판매량 : 310,600장)
    - "키담 2002" 이미지송
    - 층쿠♂가 디너쇼에서 피로한 적이 있다.
    - 고토 마키 마지막 참가 싱글
16. ここにいるぜぇ! (2002년 10월 30일) (편곡 : 스즈키Daichi히데유키)
  - 커플링 : 純LOVER (편곡 : 스즈키Daichi히데유키)
    - 오리콘 싱글 차트 최고 1위 (판매량 : 225,939장)
    - 후에 층쿠♂가 "TAKE 1"에서 셀프 커버, 2007년에 쯔지 노조미가 테레비도쿄 계열 애니메이션 "로비와 케로비" 오프닝, 엔딩 테마로서 커버.
17. モーニング娘。のひょっこりひょうたん島 (2003년 2월 19일) (편곡 : 코니시 타카오)
  - 커플링 : 宝石箱 (편곡 : 스즈키 슌스케)
    - 오리콘 싱글 차트 최고 4위 (판매량 : 152,342장)
    - NHK 텔레비전 개국 50주년 기념 테마송
    - 싱글로서의 첫 번째 커버곡이다.
18. AS FOR ONE DAY (2003년 4월 23일) (편곡 : 스즈키Daichi히데유키)
  - 커플링 : Never Forget (Rock Ver.) (편곡 : 코니시 타카오)
    - 오리콘 싱글 차트 최고 1위 (판매량 : 129,893장)
    - "키담 2003" 이미지송
    - 야스다 케이 마지막 참가 싱글
19. シャボン玉 (2003년 7월 30일) (편곡 : 다카하시 유이치)
  - 커플링 : 涙にはしたくない (편곡 : 스즈키 슌스케)
    - 오리콘 싱글 차트 최고 2위 (판매량 : 148,930장)
    - "퀴담 2003" 이미지송
    - 6기 멤버 (후지모토 미키 · 카메이 에리 · 미치시게 사유미 · 다나카 레이나) 첫 참가 싱글
20. Go Girl～恋のヴィクトリー～ (2003년 11월 6일) (편곡 : 스즈키Daichi히데유키)
  - 커플링 : 恋ING (편곡 : 스즈키Daichi히데유키)
    - 오리콘 싱글 차트 최고 4위 (판매량 : 140,097장)
    - 후지 TV계 스페셜 드라마 "VICTORY! ~풋살 걸즈의 청춘~"의 주제가
21. 愛あらば IT'S ALL RIGHT! (2004년 1월 21일) (편곡 : 코니시 타카오)
  - 커플링 : 出来る女 (편곡 : 스즈키 슌스케)
    - 오리콘 싱글 차트 최고 2위 (판매량 : 101,552장)
    - 아베 나츠미 마지막 참가 싱글
22. 浪漫～MY DEAR BOY～ (2004년 5월 12일) (편곡 : 스즈키 슌스케)
  - 커플링 : ファインエモーション! (편곡 : 스즈키Daichi히데유키)
    - 오리콘 싱글 차트 최고 4위 (판매량 : 약 88,000장)
    - 모닝구무스메 출연 뮤지컬 "HELP!! 뜨거운 지구를 식힌다。" 테마송
23. 女子かしまし物語 (2004년 7월 22일) (편곡 : 스즈키Daichi히데유키)
  - 커플링 : がんばれ 日本 サッカー ファイト! (편곡 : 코니시 타카오)
    - 오리콘 싱글 차트 최고 3위 (판매량 : 약 93,000장)
    - 쯔지 노조미 · 카고 아이 마지막 참가 싱글
    - 6집 앨범 "愛の第6感"에 "女子かしまし物語2"가, 7집 앨범 "レインボー7"에 "女子かしまし物語3"가, 드림 모닝구무스메。가 "ドリムス。①"에 "女子かしまし物語 (2011ドリムス。Ver.)"으로 수록
24. 涙が止まらない放課後 (2004년 11월 3일) (편곡 : 스즈키 슌스케)
  - 커플링 : 寝坊です。デートなのに… (편곡 : AKIRA)
    - 오리콘 싱글 차트 최고 4위 (판매량 : 약 68,000장)
25. THE マンパワー!!! (2005년 1월 19일) (편곡 : 마츠바라 켄)
  - 커플링 : ラヴ＆ピ～ス! HEROがやって来たっ。 (편곡 : 스즈키 슌스케)
    - 오리콘 싱글 차트 최고 4위 (판매량 : 약 69,400장)
    - 도호쿠 라쿠텐 골든이글스 공식 응원가
    - 이이다 카오리 마지막 참가 싱글
26. 大阪 恋の歌 (2005년 4월 27일) (편곡 : 스즈키Daichi히데유키)
  - 커플링 : NATURE IS GOOD! (편곡 : 다카하시 유이치)
    - 오리콘 싱글 차트 최고 2위 (판매량 : 약 59,000장)
    - 커플링곡 “NATURE IS GOOD!”이 ABC 환경 캠페인 “글래스의 지구를 구해라” 이미지송
    - 후에 층쿠♂가 "タイプ2"에서 셀프 커버
    - 야구치 마리 · 이시카와 리카 마지막 참가 싱글
27. 色っぽい じれったい (2005년 7월 27일) (편곡 : 스즈키Daichi히데유키)
  - 커플링 : 愛と太陽に包まれて (편곡 : AKIRA)
    - 오리콘 싱글 차트 최고 4위 (판매량 : 약 83,000장)
    - 7기 멤버 (쿠스미 코하루) 첫 참가 싱글
28. 直感2～逃した魚は大きいぞ!～ (2005년 11월 9일) (편곡 : 스즈키 슌스케)
  - 커플링 : 恋は発想 Do The Hustle! (편곡 : 스즈키Daichi히데유키)
    - 오리콘 싱글 차트 최고 4위 (판매량 : 약 55,000장)
    - 6집 앨범 "愛の第6感" M5 "直感～時として恋は～"의 리메이크
29. SEXY BOY～そよ風に寄り添って～ (2006년 3월 15일) (편곡 : 다카하시 유이치)
  - 커플링 : チャンス チャンス ブギ (편곡 : 다카하시 유이치)
    - 오리콘 싱글 차트 최고 4위 (판매량 : 약 49,000장)
    - 후에 드림 모닝구무스메。가 "ドリムス。①"에서 커버
30. Ambitious! 野心的でいいじゃん (2006년 6월 21일) (편곡 : 유아사 키미카즈)
  - 커플링 : わたしがついてる。 (편곡 : 스즈키 슌스케)
    - 오리콘 싱글 차트 최고 4위 (판매량 : 약 49,000장)
    - 콘노 아사미 · 오가와 마코토 마지막 참가 싱글
31. 歩いてる (2006년 11월 8일) (편곡 : 스즈키Daichi히데유키)
  - 커플링 : 踊れ! モーニングカレー (편곡 : 히라타 쇼이치로)
    - 오리콘 싱글 차트 최고 1위 (판매량 : 56,000장)
    - 2003년의 "AS FOR ONE DAY" 이후 3년 6개월 만에 1위를 차지
    - 당시의 여성 그룹 1위 획득수 역대 1위 기록 (10작)
32. 笑顔YESヌード (2007년 2월 14일) (편곡 : 마츠이 히로시)
  - 커플링 : サヨナラのかわりに (편곡 : 스즈키Daichi히데유키)
    - 오리콘 싱글 차트 최고 4위 (판매량 : 약 52,000장)
    - 8기 멤버 (미츠이 아이카) 첫 참가 싱글
33. 悲しみトワイライト (2007년 4월 25일) (편곡 : 야마자키 쥰)
  - 커플링 : Hand Made CITY (편곡 : 스즈키Daichi히데유키)
    - 오리콘 싱글 차트 최고 2위 (판매량 : 약 61,000장)
    - 요시자와 히토미 · 후지모토 미키 마지막 참가 싱글
34. 女に 幸あれ (2007년 7월 25일) (편곡 : 에가미 코타로)
  - 커플링 : Please! 自由の扉 (편곡 : 유아사 키미카즈)
    - 오리콘 싱글 차트 최고 2위 (판매량 : 약 51,000장)
    - 8기 멤버 유학생 (쥰쥰 · 링링) 첫 참가 싱글
35. みかん (2007년 11월 21일) (편곡 : 스즈키Daichi히데유키)
  - 커플링 : ボンキュ! ボンキュ! BOMB GIRL (편곡 : 스즈키 쥰스케)
    - 오리콘 싱글 차트 최고 6위 (판매량 : 약 35,000장, モーニングコーヒー 이후로 최저 초동 순위)
    - 데뷔 후 역대 최저 초동 판매량 기록 (28,083장)
    - 후에 드림 모닝구무스메。가 "ドリムス。①"에서 커버
36. リゾナント ブルー (2008년 4월 16일) (편곡 : 스즈키Daichi히데유키)
  - 커플링 : その場面でビビっちゃいけないじゃん! (편곡 : 스즈키Daichi히데유키)
    - 오리콘 싱글 차트 최고 3위 (판매량 : 약 56,000장)
    - 층쿠♂가 전달 악곡 작품으로서 셀프 커버
37. ペッパー警部 (2008년 9월 24일) (편곡 : 사사모토 야스시)
  - 커플링 : ロマンス (편곡 : 도이 마나오)
    - 오리콘 싱글 차트 최고 3위 (판매량 : 약 46,000장)
    - 핑크레이디 데뷔 싱글의 커버
    - 17번째 싱글 이후 두 번째 싱글 커버곡
    - 커플링 또한 커버곡이므로 인디즈 데뷔 싱글 "愛の種"을 제외하면, 층쿠♂가 작사・작곡에 참여하지 않은 유일한 싱글이다.
38. 泣いちゃうかも (2009년 2월 18일) (편곡 : 오오쿠보 카오루)
  - 커플링 : 弱虫 (편곡：다카하시 유이치)
    - 오리콘 싱글 차트 최고 3위 (판매량 : 약 50,313장)
39. しょうがない 夢追い人 (2009년 5월 13일) (편곡 : 히라타 쇼이치로)
  - 커플링 : 3,2,1 BREAKIN'OUT! (편곡 : 다나카 나오)
    - 오리콘 싱글 차트 최고 1위 (판매량 : 약 53,950장)
    - 커플링곡 "3,2,1 BREAKIN'OUT!"은 "애니메이션 엑스포 2009" 오피셜 테마송
    - 2006년의 "歩いてる" 이후 2년 만에 1위를 차지
40. なんちゃって恋愛 (2009년 8월 12일 40th 기념반 발매) (편곡 : 오오쿠보 카오루)
  - 커플링 : 秋麗 (편곡 : AKIRA) / すべては愛の力 (편곡 : 스즈키Daichi히데유키)
    - 오리콘 싱글 차트 최고 2위 (판매량 : 약 70,299장)
    - 초회생산한정반 · 통상반에는 "秋麗", 40th 기념반에는 "すべては愛の力"가 커플링곡으로 수록
41. 気まぐれプリンセス (2009년 10월 28일) (편곡 : 오오쿠보 카오루)
  - 커플링 : 愛して 愛して 後一分 (편곡：히라타 쇼이치로)
    - 오리콘 싱글 차트 최고 4위 (판매량 : 약 40,500장)
    - 쿠스미 코하루 마지막 참가 싱글
    - 테레비도쿄 계열 "더 역류 리서챠즈" 10월 ~ 12월 엔딩 테마
42. 女が目立って なぜイケナイ (2010년 2월 10일) (편곡 : 스즈키Daichi히데유키)
  - 커플링 : 泣き出すかもしれないよ (편곡 : AKIRA)
    - 오리콘 싱글 차트 최고 5위 (판매량 : 약 45,000장)
    - TBS "니우스잔스" 2월 엔딩곡
43. 青春コレクション (2010년 6월 9일) (편곡 : 오오쿠보 카오루)
  - 커플링 : 友(とも) (편곡 : AKIRA)
    - 오리콘 싱글 차트 최고 3위 (판매량 : 약 42,000장)
    - BS-TBS 개국 10주년 기획 무대 "패셔너블" 테마곡
    - 커플링곡 "友(とも)"는 "JAPAN EXPO 11" 테마송[1]
44. 女と男のララバイゲーム (2010년 11월 17일) (편곡 : 히라타 쇼이치로)
  - 커플링 : 愛されすぎることはないのよ (편곡 : 오오쿠보 카오루)
    - 오리콘 싱글 차트 최고 6위
    - 카메이 에리 · 쥰쥰 · 링링 마지막 참가 싱글
45. まじですかスカ! (2011년 4월 6일[2]) (편곡 : 타쿠미 마사노리)
  - 커플링 : もっと愛してほしいの (편곡 : 오오쿠보 카오루)
    - 오리콘 싱글 차트 최고 5위
    - 9기 멤버 (후쿠무라 미즈키 · 이쿠타 에리나 · 사야시 리호 · 스즈키 카논) 첫 참가 싱글
46. Only you (2011년 6월 15일) (편곡 : 오오쿠보 카오루)
  - 커플링 : やめてよ! シンドバッド (편곡 : 이타가키 유스케)
    - 오리콘 싱글 차트 최고 4위
47. この地球の平和を本気で願ってるんだよ! (편곡 : 히라타 쇼이치로) (2011년 9월 14일)
  - 커플링 : 彼と一緒にお店がしたい! (편곡 : 오오쿠보 카오루) / 自信持って 夢持って 飛び立つから (편곡 : 이타가키 유스케)
    - 오리콘 싱글 차트 최고 2위
    - 다카하시 아이 마지막 참가 싱글
    - 다카하시 아이의 졸업을 기념하여 발매일은 다카하시 아이의 생일
    - 초회생산한정반 · 통상반에는 "彼と一緒にお店がしたい!", 다카하시 아이 졸업기념반에는 "自信持って 夢持って 飛び立つから(다카하시 솔로곡)"가 커플링곡으로 수록
48. ピョコピョコ ウルトラ (2012년 1월 25일) (편곡 : 히라타 쇼이치로)
  - 커플링 : 悲しき恋のメロディー (편곡 : 오오쿠보 카오루)
    - 오리콘 싱글 차트 최고 3위
    - 10기 멤버 (이이쿠보 하루나 · 이시다 아유미 · 사토 마사키 · 쿠도 하루카) 첫 참가 싱글
    - 닛폰 TV계 드라마 "수학♥여자학원" 오프닝곡
49. 恋愛ハンター (2012년 4월 11일) (편곡 : 히라타 쇼이치로)
  - 커플링 : 私がいて 君がいる (편곡 : 이타가키 유스케) / 笑顔に涙～THANK YOU! DEAR MY FRIENDS～ (편곡 : 오오쿠보 카오루)
    - 오리콘 싱글 차트 최고 3위
    - 니이가키 리사 · 미츠이 아이카 마지막 참가 싱글
    - 초회생산한정반 A~E (니이가키 리사 졸업기념반) · 통상반에는 M.2에 "私がいて 君がいる", 초회생산한정반 E(니이가키 리사 졸업기념반)에는 M.3에 "笑顔に涙～THANK YOU! DEAR MY FRIENDS～(마츠우라 아야의 곡의 커버)"이 커플링곡으로 수록
    - 싱글 TOP 10 획득 작품수 역대 1위 기록 (49작)
50. One・Two・Three／The 摩天楼ショー (2012년 7월 4일) (편곡 : 오오쿠보 카오루 / 스즈키 유키나리)
  - 양 A면 (초회생산한정반 · 통상반) / 커플링 : 私の時代! (편곡 : 히라타 쇼이치로) (초회생산한정반 A, B) / アイサレタイノニ… (편곡 : 히라타 쇼이치로) (초회생산한정반 C, D) / 青春ど真ん中 (편곡 : 오오쿠보 카오루) (초회생산한정반 E, F)
    - 오리콘 싱글 차트 최고 3위
    - 초회생산한정반 A, B에는 커플링곡으로서 미치시게 사유미, 다나카 레이나의 가창곡 "私の時代!"가 수록된다.
    - 초회생산한정반 C, D에는 커플링곡으로서 후쿠무라 미즈키, 이쿠타 에리나, 사야시 리호, 스즈키 카논의 가창곡 "アイサレタイノニ…"가 수록된다.
    - 초회생산한정반 E, F에는 커플링곡으로서 이이쿠보 하루나, 이시다 아유미, 사토 마사키, 쿠도 하루카의 가창곡 "青春ど真ん中"가 수록된다.
51. ワクテカ Take a chance (2012년 10월 10일) (편곡 : 오오쿠보 카오루)
  - 커플링 : Loveイノベーション (편곡 : 코노 신) (통상반) / 普通の少女A (편곡 : 히라타 쇼이치로) (초회생산한정반 A, B) / 大好き100万点 (편곡 : 다카하시 유이치) (초회생산한정반 C, D) / 信念だけは貫き通せ! (편곡 : 이타가키 유스케) (초회생산한정반 E, F)
    - 오리콘 싱글 차트 최고 3위
    - 통상반에는 커플링곡으로서 "Loveイノベーション"이 수록된다.
    - 초회생산한정반 A, B에는 커플링곡으로서 다나카 레이나, 사토 마사키, 쿠도 하루카의 가창곡 "普通の少女A"가 수록된다.
    - 초회생산한정반 C, D에는 커플링곡으로서 후쿠무라 미즈키, 이시다 아유미의 가창곡 "大好き100万点"가 수록된다.
    - 초회생산한정반 E, F에는 커플링곡으로서 미치시게 사유미, 이쿠타 에리나, 사야시 리호, 스즈키 카논, 이이쿠보 하루나의 가창곡 "信念だけは貫き通せ!"가 수록된다.
52. Help me!! (2013년 1월 23일) (편곡 : 오오쿠보 카오루)
  - 커플링 : 大好きだから絶対に許さない (편곡 : 오오쿠보 카오루) (통상반 A) / Happy大作戦 (편곡 : 오오쿠보 카오루) (통상반 B, 초회생산한정반 A~C) / 哀愁のロマンティック (편곡 : 오오쿠보 카오루) (초회생산한정반 D) / 私のでっかい花 (편곡 : AKIRA) (초회생산한정반 E) / なには友あれ! (편곡 : 히라타 쇼이치로) (초회생산한정반 F)
    - 오리콘 싱글 차트 최고 1위
    - 11기 멤버 (오다 사쿠라) 첫 참가 싱글
    - 통상반 A에는 커플링곡으로서 사야시 리호, 오다 사쿠라의 가창곡 "好きだから絶対に許さない"가 수록된다.
    - 통상반 B, 초회생산한정반 A~C에는 커플링곡으로서 "Happy大作戦"이 수록된다.
    - 초회생산한정반 D에는 커플링곡으로서 미치시게 사유미, 후쿠무라 미즈키의 가창곡 "哀愁のロマンティック"가 수록된다.
    - 초회생산한정반 E에는 커플링곡으로서 다나카 레이나, 이이쿠보 하루나, 이시다 아유미의 가창곡 "私のでっかい花"가 수록된다.
    - 초회생산한정반 F에는 커플링곡으로서 이쿠타 에리나, 스즈키 카논, 사토 마사키, 쿠도 하루카의 가창곡 "なには友あれ!"가 수록된다.
    - 2009년의 "しょうがない 夢追い人" 이후 3년 반 만에 1위를 차지
53. ブレインストーミング／君さえ居れば何も要らない (2013년 4월 17일) (편곡 : 오오쿠보 카오루 / 히라타 쇼이치로)
  - 양 A면 (초회생산한정반 · 통상반) / 커플링 : Rockの定義 (편곡 : 오오쿠보 카오루) (통상반 A) / A B C D E-cha E-cha したい (편곡 : 오오쿠보 카오루) (통상반 B, 초회생산한정반 A~C) / トキメクトキメケ (편곡 : 에가미 코타로) (초회생산한정반 D) / いつもとおんなじ制服で (편곡 : 에가미 코타로) (초회생산한정반 E)
    - 오리콘 싱글 차트 최고 1위
    - 다나카 레이나 마지막 참가 싱글
    - 통상반 A에는 커플링곡으로서 다나카 레이나의 가창곡 "Rockの定義"가 수록된다.
    - 통상반 B, 초회생산한정반 A~C에는 커플링곡으로서 "A B C D E-cha E-cha したい"가 수록된다.
    - 초회생산한정반 D에는 커플링곡으로서 미치시게 사유미, 후쿠무라 미즈키, 이쿠타 에리나, 이이쿠보 하루나, 이시다 아유미의 가창곡 "トキメクトキメケ"가 수록된다.
    - 초회생산한정반 E에는 커플링곡으로서 사야시 리호, 스즈키 카논, 쿠도 하루카, 사토 마사키, 오다 사쿠라의 가창곡 "いつもとおんなじ制服で"가 수록된다.
54. わがまま 気のまま 愛のジョーク／愛の軍団 (2013년 8월 28일) (편곡 : 오오쿠보 카오루)
  - 양 A면 (초회생산한정반 · 통상반) / 커플링 : 負ける気しない 今夜の勝負 (편곡 : 에가미 코타로) (초회생산한정반 A~C) / 坊や (편곡 : 오오쿠보 카오루) (초회생산한정반 D, 통상반 A) / ふんわり恋人一年生 (편곡 : AKIRA) (초회생산한정반 E, 통상반 B)
    - 오리콘 싱글 차트 최고 1위
    - 초회생산한정반 A~C에는 커플링곡으로서 "負ける気しない 今夜の勝負"가 수록된다.
    - 초회생산한정반 D, 통상반 A에는 커플링곡으로서 미치시게 사유미, 후쿠무라 미즈키, 이이쿠보 하루나, 사토 마사키, 쿠도 하루카의 가창곡 "坊や"가 수록된다.
    - 초회생산한정반 E, 통상반 B에는 커플링곡으로서 이쿠타 에리나, 사야시 리호, 스즈키 카논, 이시다 아유미, 오다 사쿠라의 가창곡 "ふんわり恋人一年生"가 수록된다.
55. 笑顔の君は太陽さ／君の代わりは居やしない／What is LOVE? (2014년 1월 29일) (편곡 : 오오쿠보 카오루)
  - 트리플 A 사이드 (A면) 싱글. 커플링 곡은 없음.
    - 오리콘 싱글 차트 최고 1위
    - 모닝구무스메。'14 명의로서 첫 트리플 A 사이드 (A면) 싱글
    - 모닝구무스메 역사 첫 4작의 오리콘 차트 1위를 획득.
    - "君の代わりは居やしない"는 "2014년 소치 동계 올림픽" 일본 대표 선수단 공식 응원송
    - "What is LOVE?"는 NHK 월드 "J-MELO" 2013년 10월 ~ 12월 엔딩 테마
56. 時空を超え 宇宙を超え／Password is 0 (2014년 4월 16일) (편곡 : 오오쿠보 카오루)
  - 양 A면 (초회생산한정반 · 통상반) / 커플링 : Password is 0 (モリ娘。Ver.) (편곡 : 오오쿠보 카오루) (초회생산한정반 D, 통상반 A, B)
    - 오리콘 싱글 차트 최고 1위
    - "Password is 0"는 KDDI 오키나와 셀러 전화 "au의 학생 할인" CM송
    - 커플링곡 "Password is 0 (モリ娘。Ver.)"는 모리산츄의 오오시마 미유키와 쿠로자와 카즈코와의 콜라보레이션 CM 한정 유닛 "모리무스메。" 명의로 수록된다.
57. TIKI BUN／シャバダバ ドゥ～／見返り美人 (2014년 10월 15일) (편곡 : 오오쿠보 카오루 / 다나카 나오 / 스즈키 슌스케)
  - 트리플 A 사이드 (A면) 싱글. 커플링 곡은 없음.
    - 오리콘 싱글 차트 최고 2위
    - 미치시게 사유미 마지막 참가 싱글
    - "シャバダバ ドゥ～"는 미치시게 사유미의 가창곡이다.
    - "見返り美人"는 9 · 10  · 11기의 가창곡이며, 모닝구무스메 첫 오리지널 엔카곡이다.
58. 青春小僧が泣いている／夕暮れは雨上がり／イマココカラ (2015년 4월 15일) (편곡 : 에가미 코타로 / 스즈키 슌스케 / 오오쿠보 카오루)
  - 트리플 A 사이드 (A면) 싱글. 커플링 곡은 없음.
    - 오리콘 싱글 차트 최고 2위
    - 12기 멤버 (오가타 하루나 · 노나카 미키 · 마키노 마리아 · 하가 아카네) 첫 참가 싱글
    - 본작부터 모닝구무스메。'15 명의
    - "イマココカラ"는 "영화 프리큐어 올스타즈 봄의 카니발♪" 주제가
59. Oh my wish!／スカッとMy Heart／今すぐ飛び込む勇気 (2015년 8월 19일) (편곡 : 오오쿠보 카오루 / 스즈키 슌스케 / 하마다 피어 유스케)
  - 트리플 A 사이드 (A면) 싱글. 커플링 곡은 없음.
    - 오리콘 싱글 차트 최고 2위
60. 冷たい風と片思い／ENDLESS SKY／One and Only (2015년 12월 29일) (2016년 5월 11일 아날로그반 발매) (편곡 : 오오쿠보 카오루 / 히라타 쇼이치로 / 히라타 쇼이치로)
  - 트리플 A 사이드 (A면) 싱글. 커플링 곡은 없음.
    - 오리콘 싱글 차트 최고 1위
    - 사야시 리호 마지막 참가 싱글
    - "One and Only"는 NHK 월드 텔레비전 "J-MELO" 테마송
61. 泡沫サタデーナイト!／The Vision／Tokyoという片隅 (2016년 5월 11일) (2016년 8월 10일 아날로그반 발매) (편곡 : 스즈키 슌스케 / 오오쿠보 카오루 / 오오쿠보 카오루)
  - 트리플 A 사이드 (A면) 싱글. 커플링 곡은 없음.
    - 오리콘 싱글 차트 최고 2위
    - 스즈키 카논 마지막 참가 싱글
    - 본작부터 모닝구무스메。'16 명의
62. セクシーキャットの演説／ムキダシで向き合って／そうじゃない (2016년 11월 23일) (편곡 : 오오쿠보 카오루 / Jean Luc Ponpon / 히라타 쇼이치로)
  - 트리플 A 사이드 (A면) 싱글. 커플링 곡은 없음.
    - 오리콘 싱글 차트 최고 1위
63. BRAND NEW MORNING／ジェラシー ジェラシー (2017년 3월 8일) (편곡 : Jean Luc Ponpon / 오오쿠보 카오루)
  - 양 A면 (초회생산한정반 · 통상반) / 커플링 : モーニングみそ汁 (편곡 : 히라타 쇼이치로) / Get you! (편곡 : 이타가키 유스케) (초회생산한정반 SP)
    - 오리콘 싱글 차트 최고 2위
    - 13기 멤버 (카가 카에데 · 요코야마 레이나) 첫 참가 싱글
    - 본작부터 모닝구무스메。'17 명의
    - 허리의 요양으로 사토 마사키는 레코딩 불참가.
    - 커플링곡 "モーニングみそ汁"는 마루코베 CM송
    - 커플링곡 "Get you!"는 HKT48의 사시하라 리노와의 콜라보레이션 한정 유닛 "샷시닝구무스메。" 명의로 수록된다.
64. 邪魔しないで Here We Go!／弩級のゴーサイン／若いんだし! (2017년 10월 4일) (편곡 : 오오쿠보 카오루 / Yocke / 히라타 쇼이치로)
  - 트리플 A 사이드 (A면) 싱글. 커플링 곡은 없음.
    - 오리콘 싱글 차트 최고 2위
    - 14기 멤버 (모리토 치사키) 첫 참가 싱글
    - 쿠도 하루카 마지막 참가 싱글
65. Are you Happy?／A gonna (2018년 6월 13일) (편곡 : 히라타 쇼이치로 / 오오쿠보 카오루)
  - 양 A면 싱글. 커플링 곡은 없음.
    - 오리콘 싱글 차트 최고 1위
    - 오가타 하루나 마지막 참가 싱글
    - 본작부터 모닝구무스메。'18 명의 (후술하는 착신 한정 싱글 제외)
66. フラリ銀座／自由な国だから (2018년 10월 24일) (편곡 : 히라타 쇼이치로 / 오오쿠보 카오루)
  - 양 A면 / 커플링 : Y字路の途中 (편곡 : 다카하시 슌페이)
    - 오리콘 싱글 차트 최고 2위
    - 이이쿠보 하루나 마지막 참가 싱글
67. 人生Blues／青春Night (2019년 6월 12일) (편곡 : 오오쿠보 카오루)
  - 양 A면 싱글. 커플링 곡은 없음.
    - 오리콘 싱글 차트 최고 3위
    - 레이와 최초로 모닝구무스메。'19 명의로서의 피지컬 싱글
    - "青春Night"는 STV "열렬! 핫 샌드!" 2019년 7월 엔딩 테마
68. KOKORO & KARADA／LOVEペディア／人間関係No way way (2020년 1월 22일) (편곡 : 오오쿠보 카오루 / 히라타 쇼이치로 / 스즈키 슌스케)
  - 트리플 A 사이드 (A면) 싱글. 커플링 곡은 없음.
    - 오리콘 싱글 차트 최고 2위
    - 15기 멤버 (키타가와 리오 · 오카무라 호마레 · 야마자키 메이) 첫 참가 싱글
    - 본작부터 모닝구무스메。'20 명의
    - 트랙 3곡째에 수록되어 있는 "人間関係No way way"는 트랙 2곡째에 수록되어 있는 "LOVEペディア"의 같은 개사곡인 악곡이다.
69. 純情エビデンス／ギューされたいだけなのに (2020년 12월 16일) (편곡 : 히라타 쇼이치로 / 오오쿠보 카오루)
  - 양 A면 싱글. 커플링 곡은 없음.
    - 오리콘 싱글 차트 최고 2위
    - "純情エビデンス"는 도호쿠 방송의 12월도 "tbc 이치오시 파워 플레이"
70. Teenage Solution／よしよししてほしいの／ビートの惑星 (2021년 12월 8일) (편곡 : 히라타 쇼이치로 / 오오쿠보 카오루 / Erik Lidbom)
  - 트리플 A 사이드 (A면) / 커플링 : 女子かしまし物語 (モーニング娘。'21 Ver.) (편곡 : 스즈키Daichi히데유키)
    - 오리콘 싱글 차트 최고 2위
    - 사토 마사키 마지막 참가 싱글
    - 모닝구무스메。'21 명의로서 유일한 피지컬 싱글
    - "Teenage Solution"은 TBS 테레비 "고향의 미래" 2021년 12월도 (81 ~ 84회) 엔딩 테마, CRT 도치기 방송 2021년 12월도 파워 플레이, "Deli POPS" 2021년 12월도 엔딩 테마, 이와테 멘코이 TV "BEATNIKS" 2022년 1월 오프닝 테마
    - "よしよししてほしいの"는 테레비도쿄 "하로드리。" 2021년 12월도 (87 ~ 90회) 엔딩 테마
    - 초회생산한정반 SP1에는 "女子かしまし物語 (モーニング娘。'21 Ver.)"이 수록되었으나, 12월 14일부터 착신의 발매를 개시.
    - 초회생산한정반 SP2에 대하여 12월 22일로 발매를 연기.
71. Chu Chu Chu 僕らの未来／大・人生 Never Been Better! (2022년 6월 8일) (편곡 : 오오쿠보 카오루 / 스즈키 슌스케)
  - 양 A면 / 커플링 : I WISH (편곡 : 코노 신)
    - 오리콘 싱글 차트 최고 2위
    - 모리토 치사키 마지막 참가 싱글
    - 본작부터 모닝구무스메。'22 명의
    - 초회생산한정반 SP에는 3월 18일에 디지털 싱글로서 발매된 "I WISH"가 수록된다.
72. Swing Swing Paradise／Happy birthday to Me! (2022년 12월 21일) (편곡 : 히라타 쇼이치로 / 오오쿠보 카오루)
  - 양 A면 싱글. 커플링 곡은 없음.
    - 오리콘 싱글 차트 최고 1위
    - 16기 멤버 (사쿠라이 리오) 첫 참가 싱글
    - 카가 카에데 마지막 참가 싱글
    - "Swing Swing Paradise"는 TBS 테레비 "고향의 미래" 2023년 1월도 엔딩 테마
    - "Happy birthday to Me!"는 이와테 멘코이 TV "BEATNIKS" 2022년 12월도 오프닝 테마
73. すっごいFEVER!／Wake-up Call～目覚めるとき～／Neverending Shine (2023년 10월 25일) (편곡 : 히라타 쇼이치로 / 오오쿠보 카오루 / 카미야 레이)
  - 트리플 A 사이드 (A면) 싱글. 커플링 곡은 없음.
    - 오리콘 싱글 차트 최고 2위
    - 17기 멤버 (이노우에 하루카 · 유미게타 아코) 첫 참가 싱글
    - 후쿠무라 미즈키 마지막 참가 싱글
    - 모닝구무스메。'23 명의 유일한 피지컬 싱글
    - "すっごいFEVER!"는 나가사키 국제 TV "AIR" 2023년 11월도 오프닝 테마, 테레비홋카이도 "스위치!" 2023년 11월도 엔딩 테마
    - "Wake-up Call～目覚めるとき～"는 TBS 테레비 "고향의 미래" 2023년 10월도 엔딩 테마
74. なんだかセンチメンタルな時の歌／最KIYOU (2024년 8월 14일) (편곡 : 카미야 레이 / 오오쿠보 카오루)
  - 양 A면 싱글. 커플링 곡은 없음.
    - 오리콘 싱글 차트 최고 1위
    - 이시다 아유미 마지막 참가 싱글
    - 모닝구무스메。'24 명의로서 유일한 피지컬 싱글
75. 気になるその気の歌／明るく良い子 (2025년 7월 2일) (편곡 : 히라타 쇼이치로 / 오오쿠보 카오루)
  - 양 A면 싱글. 커플링 곡은 없음.
    - 오리콘 싱글 차트 최고 2위
    - 이쿠타 에리나 마지막 참가 싱글
    - 활동 휴지 중인 키타가와 리오는 싱글 불참가.
    - 모닝구무스메。'25 명의로서 유일한 피지컬 싱글

- 무텐무스메。(모닝구무스메。) 명의

1. あっぱれ回転ずし! (2010년 10월 27일) (편곡 : 다카하시 유이치)
  - 커플링 : くら寿司ビッくらポン! (편곡 : 유아사 코이치)
    - 오리콘 싱글 차트 최고 13위
    - "무텐무스메。"는 모닝구무스메。가 스시 문화를 세계에 퍼뜨리기 위해서 이 유닛의 명의를 만들었다.
    - "무텐쿠라 스시"의 캠페인송 (기간은 12월 16일까지)

콜라보레이션
- H.P.올스타즈 명의

1. ALL FOR ONE & ONE FOR ALL! (2004년 12월 1일)

- 헬로! 프로젝트 모베키마스 명의

1. ブスにならない哲学 (2011년 11월 16일)
  - 커플링 : かっちょ良い歌 (피처링 모닝구무스메。) (초회생산한정반 B : 모닝구무스메。반의 곡으로 수록)
    - 오리콘 싱글 차트 최고 4위

- 하로프로 올스타즈 명의

1. YEAH YEAH YEAH／憧れのStress-free／花、闌の時 (2018년 9월 26일)
  - 트리플 A 사이드 (A면) / 커플링 : ハロー!ヒストリー
    - 오리콘 싱글 차트 최고 1위

### 착신 한정
1. 五線譜のたすき (2017년 11월 30일) - 모닝구무스메。'17 명의
2. 花が咲く 太陽浴びて (2018년 1월 28일) - 모닝구무스메。'18 명의
3. I WISH (2022년 3월 18일) - 모닝구무스메。'22 명의

- 모닝구무스메。20th 명의

1. 愛の種 (20th Anniversary Ver.) (2017년 11월 3일)
2. モーニングコーヒー (20th Anniversary Ver.) (2018년 1월 28일)

### CD-BOX
- モーニング娘。EARLY SINGLE BOX (2004년 12월 15일)

### 앨범

#### 정규 앨범
| 집  | 앨범 이름               | 발매일           | 곡명 | 비고                                                                      |
| --- | ----------------------- | ---------------- | --- | ------------------------------------------------------------------------- |
| 1.  | ファーストタイム        | 1998년 7월 8일   | 1. Good Morning 2. サマーナイトタウン 3. どうにかして土曜日 4. モーニングコーヒー 5. 夢の中 6. 愛の種 7. ワガママ 8. 未来の扉 9. ウソつきあんた 10. さみしい日 | 1998년 12월 23일에 MD반을 발매                                            |
| 2.  | セカンドモーニング      | 1999년 7월 28일  | 1. NIGHT OF TOKYO CITY 2. 真夏の光線(Vacation Mix) 3. Memory 青春の光 4. 好きで×5(かけるファイブ) 5. ふるさと 6. 抱いてHOLD ON ME!(N.Y.Mix) 7. パパに似ている彼 8. せんこう花火 (아베 나츠미 / 코러스 : 야스다 케이, 이치이 사야카) 9. 恋の始発列車(Album Version) 10. 乙女の心理学 (야스다 케이, 이치이 사야카) 11. Never Forget(Large Vocal Mix) (후쿠다 아스카 / 코러스 : 모닝구무스메) 12. ダディドゥデドダディ! | 이 앨범 이후, 전곡 작사 · 작곡은 층쿠. 2019년 4월 1일에 아날로그반을 발매 |
| 3.  | 3rd -LOVEパラダイス-    | 2000년 3월 29일  | 1. ～おはよう～ 2. LOVEマシーン 3. 愛車 ローンで 4. くちづけのその後 5. 恋のダンスサイト 6. ランチタイム ～レバニラ炒め～ 7. DANCEするのだ! 8. おもいで 9. 原宿6:00集合 10. WHY 11. 「、、、好きだよ」 12. ～おやすみ～ |                                                                           |
| 4.  | 4th “いきまっしょい!”   | 2002년 3월 27일  | 1. ザ☆ピ～ス(Complete Version) 2. いいことある記念の瞬間 3. Mr.Moonlight～愛のビッグバンド～(Long Version) 4. 初めてのロックコンサート (이이다 카오리, 야스다 케이, 야구치 마리, 고토 마키, 쯔지 노조미, 오가와 마코토) 5. 男友達 (아베 나츠미 / 코러스 : 다카하시 아이, 콘노 아사미, 오가와 마코토, 니이가키 리사) 6. そうだ! We're ALIVE 7. でっかい宇宙に愛がある(Album Version) 8. いきまっしょい! 9. 電車の二人 (아베 나츠미, 이시카와 리카, 요시자와 히토미, 카고 아이, 다카하시 아이, 콘노 아사미, 니이가키 리사) 10. 本気で熱いテーマソング 11. 好きな先輩 (다카하시 아이, 콘노 아사미, 오가와 마코토, 니이가키 리사) 12. 恋愛レボリューション21(13人 Version) 13. なんにも言わずにI LOVE YOU | 2019년 4월 1일에 아날로그반을 발매                                        |
| 5.  | No.5 (ナンバーファイブ) | 2003년 3월 26일  | 1. Intro 2. Do it! Now 3. TOP! 4. 友達(♀)が気に入っている男からの伝言 5. ここにいるぜぇ! 6. 「すっごい仲間」 7. 強気で行こうぜ! 8. 女神～Mousseな優しさ～(Original long version) (비너스무스 - 이이다 카오리, 야구치 마리, 고토 마키, 요시자와 히토미) 9. Yes! POCKY GIRLS(Original long version) (포키 걸즈 - 아베 나츠미, 야스다 케이, 이시카와 리카, 쯔지 노조미, 카고 아이, 다카하시 아이, 콘노 아사미, 오가와 마코토, 니이가키 리사) 10. HEY! 未来 11. がんばっちゃえ! (모닝구무스메, 하로프로키즈, 고토 마키) 12. 「すごく好きなのに…ね」 13. 卒業旅行～モーニング娘。旅立つ人に贈る唄～ |                                                                           |
| 6.  | 愛の第6感               | 2004년 12월 8일  | 1. 涙が止まらない放課後 2. すき焼き 3. 春の歌 (이이다 카오리, 야구치 마리, 이시카와 리카, 요시자와 히토미) 4. 女子かしまし物語 5. 直感～時として恋は～ 6. 独占欲 7. レモン色とミルクティ (다카하시 아이, 콘노 아사미, 오가와 마코토, 니이가키 리사, 후지모토 미키, 카메이 에리, 미치시게 사유미, 다나카 레이나) 8. 浪漫～MY DEAR BOY～ 9. 声 10. HELP!! 11. SHIP TO THE FUTURE 12. 女子かしまし物語2 |                                                                           |
| 7.  | レインボー7             | 2006년 2월 15일  | 1. HOW DO YOU LIKE JAPAN?～日本はどんな感じでっか?～ 2. THE マンパワー!!! 3. 青空がいつまでも続くような未来であれ! 4. 大阪 恋の歌 5. INDIGO BLUE LOVE (니이가키 리사, 카메이 에리, 다나카 레이나) 6. レインボーピンク (미치시게 사유미, 쿠스미 코하루) 7. 色っぽい じれったい 8. 無色透明なままで (요시자와 히토미, 다카하시 아이, 콘노 아사미, 오가와 마코토, 후지모토 미키) 9. パープルウインド 10. さよなら SEE YOU AGAIN アディオス BYE BYE チャッチャ! 11. 直感2～逃した魚は大きいぞ!～(全くその通リミックス) 12. 女子かしまし物語3 |                                                                           |
| 8.  | SEXY 8 BEAT             | 2007년 3월 21일  | 1. 元気+(プラス) 2. 歩いてる(ALBUM EDIT) 3. 未来の太陽 4. 笑顔YESヌード(ALBUM MIX) 5. 春 ビューティフル エブリデイ (카메이 에리, 미츠이 아이카) 6. SEXY BOY～そよ風に寄り添って～ 7. Ambitious! 野心的でいいじゃん 8. その出会いのために (요시자와 히토미) 9. シャニムニ パラダイス (다카하시 아이, 니이가키 리사, 후지모토 미키, 다나카 레이나) 10. 宝の箱 (미치시게 사유미, 쿠스미 코하루) 11. BE ポジティブ! |                                                                           |
| 9.  | プラチナ 9 DISC         | 2009년 3월 18일  | 1. SONGS 2. リゾナント ブルー 3. 雨の降らない星では愛せないだろう? 4. Take off is now! (다카하시 아이, 니이가키 리사, 다나카 레이나) 5. 泣いちゃうかも 6. 私の魅力に 気付かない鈍感な人(미츠이 아이카) 7. グルグルJUMP (쿠스미 코하루, 쥰쥰, 링링) 8. みかん 9. 情熱のキスを一つ (다카하시 아이, 니이가키 리사, 다나카 레이나) 10. It's You (미치시게 사유미) 11. 女に 幸あれ 12. 片思いの終わりに (카메이 에리) 13. 悲しみトワイライト |                                                                           |
| 10. | ⑩ MY ME                 | 2010년 3월 17일  | 1. Moonlight night ～月夜の晩だよ～ 2. 気まぐれプリンセス 3. 元気ピカッピカッ! 4. 涙ッチ 5. 女が目立って なぜイケナイ 6. 大きい瞳 (카메이 에리, 미치시게 사유미, 다나카 레이나) 7. あの日に戻りたい (다카하시 아이, 니이가키 리사) 8. なんちゃって恋愛 9. 大阪 美味しいねん (미츠이 아이카, 쥰쥰, 링링) 10. Loving you forever 11. しょうがない 夢追い人 12. 雨の降らない星では愛せないだろう?(中国語Ver.) |                                                                           |
| 11. | Fantasy! 拾壱           | 2010년 12월 1일  | 1. 女と男のララバイゲーム(AL Ver.) 2. ブラボー! 3. Fantasyが始まる 4. 女心となんとやら 5. 愛の炎 (다나카 레이나) 6. I'm Lucky girl 7. すんごいマイバースディ 8. 1から10まで愛してほしい 9. 愛しく苦しいこの夜に 10. 電話でね (다카하시 아이) 11. 青春コレクション |                                                                           |
| 12. | 12,スマート             | 2011년 10월 12일 | 1. Give me 愛 2. Only you 3. シルバーの腕時計 (다나카 레이나, 사야시 리호 / 랩 : 니이가키 리사, 미츠이 아이카) 4. 好きだな君が (미치시게 사유미, 후쿠무라 미즈키) 5. 怪傑ポジティブA 6. この愛を重ねて (다카하시 아이, 니이가키 리사) 7. この地球の平和を本気で願ってるんだよ! 8. 彼と一緒にお店がしたい! 9. My Way ～女子校花道～ 10. 乙女のタイミング (미츠이 아이카, 이쿠타 에리나, 스즈키 카논) 11. OK YEAH! 12. まじですかスカ! |                                                                           |
| 13. | ⑬カラフルキャラクター   | 2012년 9월 12일  | 1. One・Two・Three 2. What's Up? 愛はどうなのよ～ 3. Be Alive 4. ラララのピピピ (미치시게 사유미) 5. ドッカ～ン カプリッチオ 6. The 摩天楼ショー 7. ゼロから始まる青春 8. 恋愛ハンター 9. 地球が泣いている 10. 涙一滴 (다나카 레이나) 11. 笑って!YOU (후쿠무라 미즈키, 이쿠타 에리나, 사야시 리호, 스즈키 카논, 이이쿠보 하루나, 이시다 아유미, 사토 마사키, 쿠도 하루카) 12. ピョコピョコ ウルトラ |                                                                           |
| 14. | 14章～The message～     | 2014년 10월 29일 | 1. TIKI BUN(Album Version) 2. Password is 0 3. 明日を作るのは君 4. キラリと光る星 (사야시 리호, 오다 사쿠라) 5. 恋人には絶対に知られたくない真実 (미치시게 사유미, 후쿠무라 미즈키, 이이쿠보 하루나) 6. What is LOVE? 7. 私は私なんだ 8. 笑えない話 9. 笑顔の君は太陽さ 10. 君の代わりは居やしない 11. 大人になれば 大人になれる (이쿠타 에리나, 스즈키 카논, 이시다 아유미, 사토 마사키, 쿠도 하루카) 12. 時空を超え 宇宙を超え |                                                                           |
| 15. | ⑮ Thank you, too        | 2017년 12월 6일  | 1. ジェラシー ジェラシー(Album Version) 2. ロマンスに目覚める妄想女子の歌 3. CHO DAI 4. 私のなんにもわかっちゃない 5. 邪魔しないで Here We Go! 6. Style of my love (이이쿠보 하루나, 오다 사쿠라, 마키노 마리아) 7. ナルシス カマってちゃん協奏曲第5番 8. 青春Say A-HA 9. 若いんだし! 10. もう 我慢できないわ～Love ice cream～ (오가타 하루나, 하가 아카네, 카가 카에데, 요코야마 레이나) 11. 弩級のゴーサイン 12. 恋は時に (후쿠무라 미즈키, 이쿠타 에리나, 이시다 아유미, 사토 마사키, 쿠도 하루카, 노나카 미키, 모리토 치사키) 13. 女子かしまし物語(モーニング娘。'17 Ver.) 14. BRAND NEW MORNING 15. 愛の種(20th Anniversary Ver.)【Additional Track】                                           |                                                                           |
| 16. | 16th～That's J-POP～    | 2021년 3월 31일  | 1. 愛してナンが悪い!? 2. ギューされたいだけなのに 3. 信じるしか! (이쿠타 에리나, 이시다 아유미, 오다 사쿠라, 카가 카에데, 모리토 치사키, 오카무라 호마레) 4. TIME IS MONEY! (사토 마사키, 노나카 미키, 요코야마 레이나, 야마자키 메이) 5. 泣き虫My Dream 6. 二人はアベコベ (후쿠무라 미즈키, 마키노 마리아, 하가 아카네, 키타가와 리오) 7. 純情エビデンス 8. このまま! 9. KOKORO & KARADA 10. 人生Blues 11. Hey! Unfair Baby 12. 恋愛Destiny～本音を論じたい～ 13. LOVE ペディア 14. 人間関係No way way 15. 青春Night |                                                                           |
| 17. | Professionals-17th      | 2024년 11월 27일 | 1. 勇敢なダンス 2. おっちょこちょいなファンタジアロマンス (키타가와 리오, 오카무라 호마레, 야마자키 메이) 3. 「恋人」 4. ムカ好き! 5. すっごいFEVER! 6. 内緒だよ (오다 사쿠라, 하가 아카네) 7. なんだかセンチメンタルな時の歌 8. 会えてよかった (요코야마 레이나, 이노우에 하루카) 9. Neverending Shine (모닝구무스메。'23 feat. 후쿠무라 미즈키) 10. 幸せ指数 発表されたい (이쿠타 에리나, 이시다 아유미, 노나카 미키, 마키노 마리아, 사쿠라이 리오, 유미게타 아코) 11. Wake-up Call～目覚めるとき～ 12. 最KIYOU 13. 大空に向かって |                                                                           |

#### 미니 앨범
| 집 | 앨범이름                            | 발매일           | 곡명 | 비고                      |
| -- | ----------------------------------- | ---------------- | --- | ------------------------- |
| 1. | モーニング刑事。~抱いてHOLD ON ME!~ | 1998년 9월 30일  | 1. だけど、愛しすぎて ～Mix for Screen～ (헤이케 미치요) 2. おねがいネイル (헤이케 미치요 & 모닝구무스메) 3. ヨロシク! (모닝구무스메) 4. 恋のABC (모닝구무스메) 5. 強くならなくちゃ…ね (헤이케 미치요) 6. 抱いてHOLD ON ME! ～Sexy Long version～ (모닝구무스메) | 헤이케 미치요와 공동 제작 |
| 2. | 7.5 冬冬モーニング娘。ミニ!         | 2006년 12월 13일 | 1. 歩いてる 2. キラキラ冬のシャイニーG (다나카 레이나) 3. 雪／愛×あなた≧好き (다카하시 아이 With MC GAKI - 니이가키 리사) 4. 寒いから冬だもん!～どうもこうもないっすよミキティ～ (후지모토 미키 With 오카이 치사토 & 하기와라 마이 (℃-ute)) 5. コタツの歌～jyuken story～ (요시자와 히토미, 니이가키 리사, 카메이 에리) 6. わ～MERRYピンXmas! (시게핑크 - 미치시게 사유미, 코하핑크 - 쿠스미 코하루) |                           |

#### 커버 앨범
| 집 | 앨범이름  | 발매일           | 곡명 | 비고 |
| -- | --------- | ---------------- | --- | ---- |
| 1. | COVER YOU | 2008년 11월 26일 | 1. 渚のシンドバッド 2. どうにもとまらない 3. 居酒屋 4. ペッパー警部(ALBUM Ver.) 5. 白い蝶のサンバ 6. 青春時代 7. 林檎殺人事件 8. ロマンス(ALBUM Ver.) 9. 街の灯り 10. 恋のダイヤル6700 11. ピンポンパン体操 12. わたしの青い鳥 13. ジョニイへの伝言 14. UFO |      |

#### 베스트 앨범
| 집 | 앨범이름                                                | 발매일           | 곡명 | 비고                                |
| -- | ------------------------------------------------------- | ---------------- | --- | ----------------------------------- |
| 1. | ベスト! モーニング娘。1                                 | 2001년 1월 31일  | 1. LOVEマシーン 2. 抱いてHOLD ON ME! 3. 恋のダンスサイト 4. サマーナイトタウン 5. ハッピーサマーウェディング 6. I WISH 7. 恋愛レボリューション21 8. Memory 青春の光 9. 真夏の光線 10. モーニングコーヒー 11. ふるさと 12. Say Yeah!～もっとミラクルナイト～ 13. DANCEするのだ! 14. Never Forget 15. 愛の種 | 2001년 3월 28일에 아날로그반을 발매 |
| 2. | ベスト! モーニング娘。2                                 | 2004년 3월 31일  | 1. Go Girl～恋のヴィクトリー～ 2. Do it! Now 3. ここにいるぜぇ! 4. 愛あらばIT'S ALL RIGHT 5. ザ☆ピ～ス! 6. Mr.Moonlight～愛のビッグバンド～ 7. シャボン玉 8. そうだ! We're ALIVE 9. AS FOR ONE DAY 10. モーニング娘。のひょっこりひょうたん島 11. でっかい宇宙に愛がある 12. YAH!愛したい! |                                     |
| 3. | モーニング娘。ALL SINGLES COMPLETE ～10th ANNIVERSARY～ | 2007년 10월 24일 | (Disc 1) 1. モーニングコーヒー 2. サマーナイトタウン 3. 抱いてHOLD ON ME! 4. Memory 青春の光 5. 真夏の光線 6. ふるさと 7. LOVEマシーン 8. 恋のダンスサイト 9. ハッピーサマーウェディング 10. I WISH 11. 恋愛レボリューション21 12. ザ☆ピ～ス! 13. Mr.Moonlight～愛のビッグバンド～ 14. そうだ! We're ALIVE 15. Do it! Now 16. ここにいるぜぇ! 17. モーニング娘。のひょっこりひょうたん島 (Disc 2) 1. AS FOR ONE DAY 2. シャボン玉 3. Go Girl～恋のヴィクトリー～ 4. 愛あらばIT'S ALL RIGHT 5. 浪漫～MY DEAR BOY～ 6. 女子かしまし物語 7. 涙が止まらない放課後 8. THE マンパワー!!! 9. 大阪 恋の歌 10. 色っぽい じれったい 11. 直感2～逃した魚は大きいぞ!～ 12. SEXY BOY～そよ風に寄り添って～ 13. Ambitious! 野心的でいいじゃん 14. 歩いてる 15. 笑顔YESヌード 16. 悲しみトワイライト 17. 女に 幸あれ 18. HELLO TO YOU～ハロー!プロジェクト10周年記念テーマ～ |                                     |
| 4. | モーニング娘。全シングル カップリングコレクション       | 2009년 10월 7일  | (Disc 1) 1. 愛の種 2. A MEMORY OF SUMMER '98 3. 例えば 4. Happy Night 5. Never Forget 6. 恋の始発列車 7. 忘れらんない 8. 21世紀 9. 恋はロケンロー 10. 通学列車 11. あこがれMy Boy 12. インスピレ－ション! 13. でっかい宇宙に愛がある 14. ポップコーンラブ! (Disc 2) 1. モーニングコーヒー(2002 ver.) 2. ちょっとイカしたPURE BOY 3. 純LOVER 4. 宝石箱 5. Never Forget(Rock Ver.) 6. 涙にはしたくない 7. 恋ING 8. 出来る女 9. ファインエモーション! 10. がんばれ 日本 サッカー ファイト! 11. 寝坊です。デートなのに… 12. ラヴ＆ピィ～ス! HEROがやって来たっ。 13. NATURE IS GOOD! 14. 愛と太陽に包まれて (Disc 3) 1. 恋は発想 Do The Hustle! 2. チャンス チャンス ブギ 3. わたしがついてる。 4. 踊れ! モーニングカレー 5. サヨナラのかわりに 6. Hand made CITY 7. Please! 自由の扉 8. ボン キュッ! ボン キュッ! BOMB GIRL 9. その場面でビビっちゃいけないじゃん! 10. ロマンス 11. 弱虫 12. 3,2,1 BREAKIN'OUT! 13. 秋麗 14. すべては愛の力 |                                     |
| 5. | The Best! ～Updated モーニング娘。～                    | 2013년 9월 25일  | 1. LOVEマシーン(updated) 2. I WISH(updated) 3. 恋愛レボリュ－ション21(updated) 4. ザ☆ピ～ス!(updated) 5. そうだ! We're ALIVE(updated) 6. THE マンパワー!!!(updated) 7. 歩いてる(updated) 8. 恋愛ハンター(updated) 9. One・Two・Three(updated) 10. ワクテカ Take a chance(updated) 11. Help me!!(updated) 12. ブレインストーミング(updated) 13. 君さえ居れば何も要らない(updated) 14. わがまま 気のまま 愛のジョーク 15. ウルフボーイ |                                     |
| 6. | モーニング娘。'14 カップリングコレクション2             | 2014년 3월 12일  | (Disc 1) 1. 愛して 愛して 後一分 2. 泣き出すかもしれないよ 3. 友(とも) 4. くら寿司 ビッくらポン! 5. 愛されすぎることはないのよ 6. もっと愛してほしいの 7. やめてよ! シンドバッド 8. 彼と一緒にお店がしたい! 9. 自信持って 夢を持って 飛び立つから (다카하시 아이) 10. 悲しき恋のメロディー 11. 私がいて 君がいる 12. 笑顔に涙～THANK YOU! DEAR MY FRIENDS～ (니이가키 리사) 13. 私の時代! (모닝구무스메。록키즈 - 미치시게 사유미, 다나카 레이나) 14. アイサレタイノニ… (모닝구무스메。Q기 - 후쿠무라 미즈키, 이쿠타 에리나, 사야시 리호, 스즈키 카논) 15. 青春ど真ん中 (모닝구무스메。텐키구미 - 이이쿠보 하루나, 이시다 아유미, 사토 마사키, 쿠도 하루카) (Disc 2) 1. 普通の少女A (다나카 레이나, 사토 마사키, 쿠도 하루카) 2. 大好き100万点 (후쿠무라 미즈키, 이시다 아유미) 3. 信念だけは貫き通せ! (미치시게 사유미, 이쿠타 에리나, 사야시 리호, 스즈키 카논, 이이쿠보 하루나) 4. Loveイノベーション 5. Happy大作戦 6. 哀愁ロマンティック (미치시게 사유미, 후쿠무라 미즈키) 7. 私のでっかい花 (다나카 레이나, 이이쿠보 하루나, 이시다 아유미) 8. なには友あれ! (이쿠타 에리나, 스즈키 카논, 사토 마사키, 쿠도 하루카) 9. 大好きだから絶対に許さない (사야시 리호, 오다 사쿠라) 10. A B C D E-cha E-chaしたい 11. トキメクトキメケ (미치시게 사유미, 후쿠무라 미즈키, 이쿠타 에리나, 이이쿠보 하루나, 이시다 아유미) 12. いつもとおんなじ制服で (사야시 리호, 스즈키 카논, 사토 마사키, 쿠도 하루카, 오다 사쿠라) 13. Rockの定義 (다나카 레이나) 14. 負ける気しない 今夜の勝負 15. 坊や (미치시게 사유미, 후쿠무라 미즈키, 이이쿠보 하루나, 사토 마사키, 쿠도 하루카) 16. ふんわり恋人一年生 (이쿠타 에리나, 사야시 리호, 스즈키 카논, 이시다 아유미, 오다 사쿠라) |                                     |
| 7. | ベスト! モーニング娘。20th Anniversary                  | 2019년 3월 13일  | 초회생산한정반 A · 통상반 (Disc 1) 1. I surrender 愛されど愛 2. 恋してみたくて 3. みかん 4. リゾナント ブルー 5. ペッパー警部 6. 泣いちゃうかも 7. しょうがない 夢追い人 8. なんちゃって恋愛 9. 気まぐれプリンセス 10. 女が目立って なぜイケナイ 11. 青春コレクション 12. 女と男のララバイゲーム 13. まじですかスカ! 14. Only you 15. この地球の平和を本気で願ってるんだよ! 16. ピョコピョコ ウルトラ 17. 恋愛ハンター (Disc 2) 1. One･Two･Three 2. ワクテカ Take a chance 3. Help me!! 4. ブレインストーミング 5. わがまま 気のまま 愛のジョーク 6. What is LOVE? 7. 時空を超え 宇宙を超え 8. TIKI BUN 9. 青春小僧が泣いている 10. Oh my wish! 11. 冷たい風と片思い 12. 泡沫サタデーナイト! 13. セクシーキャットの演説 14. ジェラシー ジェラシー 15. 邪魔しないで Here We Go! 16. Are you Happy? 17. フラリ銀座 초회생산한정반 B (Disc 1) 1. みかん 2. リゾナント ブルー 3. ペッパー警部 4. 泣いちゃうかも 5. しょうがない 夢追い人 6. なんちゃって恋愛 7. 気まぐれプリンセス 8. 女が目立って なぜイケナイ 9. 青春コレクション 10. 女と男のララバイゲーム 11. まじですかスカ! 12. Only you 13. この地球の平和を本気で願ってるんだよ! 14. 彼と一緒にお店がしたい! 15. ピョコピョコ ウルトラ 16. 恋愛ハンター (Disc 2) 1. One･Two･Three 2. The 摩天楼ショー 3. ワクテカ Take a chance 4. Help me!! 5. ブレインストーミング 6. 君さえ居れば何も要らない 7. わがまま 気のまま 愛のジョーク 8. 愛の軍団 9. 笑顔の君は太陽さ 10. 君の代わりは居やしない 11. What is LOVE? 12. 時空を超え 宇宙を超え 13. Password is 0 14. TIKI BUN 15. シャバダバ ドゥ～ 16. 見返り美人 (Disc 3) 1. 青春小僧が泣いている 2. 夕暮れは雨上がり 3. イマココカラ 4. Oh my wish! 5. スカッとMy Heart 6. 今すぐ飛び込む勇気 7. 冷たい風と片思い 8. ENDLESS SKY 9. One and Only 10. 泡沫サタデーナイト! 11. The Vision 12. Tokyoという片隅 13. セクシーキャットの演説 14. ムキダシで向き合って 15. そうじゃない (Disc 4) 1. BRAND NEW MORNING 2. ジェラシー ジェラシー 3. モーニングみそ汁 4. 邪魔しないで Here We Go! 5. 弩級のゴーサイン 6. 若いんだし! 7. Are you Happy? 8. A gonna 9. フラリ銀座 10. 自由な国だから 11. Y字路の途中 12. 私のなんにもわかっちゃない(モーニング娘'15 Ver.) 13. 冷たい風と片思い(TYPE B) 14. 憧れのStress-free(モーニング娘'18 Ver.) 15. 自由な国だから(TV EDIT) 16. 恋してみたくて 17. I surrender 愛されど愛 |                                     |
| 8. | モーニング娘。ベストセレクション ～The 25周年～         | 2023년 8월 30일  | (Disc 1) 1. HEAVY GATE 2. なんざんしょ そうざんしょ 3. Swing Swing Paradise 4. Happy birthday to Me! 5. Chu Chu Chu 僕らの未来 6. 大・人生 Never Been Better! 7. Teenage Solution 8. よしよししてほしいの 9. ビートの惑星 10. One・Two・Three(23 Ver.) 11. わがまま 気のまま 愛のジョーク(23 Ver.) 12. What is LOVE？(23 Ver.) 13. 悲しくなるようなRainy day (이쿠타 에리나, 이시다 아유미, 오다 사쿠라, 노나카 미키, 하가 아카네) (Disc 2) 1. LOVEマシーン(updated 23 Ver.) 2. 恋愛レボリューション21(updated 23 Ver.) 3. そうだ! We're ALIVE(updated 23 Ver.) 4. ハッピーサマーウェディング(23 Ver.) 5. ザ☆ピ～ス!(23 Ver.) 6. ラストキッス(23 Ver.) (마키노 마리아, 요코야마 레이나, 키타가와 리오) 7. ちょこっとLOVE(23 Ver.) (오카무라 호마레, 야마자키 메이, 사쿠라이 리오) 8. 青春Night(23 Ver.) 9. ジェラシー ジェラシー(23 Ver.) 10. 気まぐれプリンセス(23 Ver.) 11. みかん(23 Ver.) 12. 浪漫 ～MY DEAR BOY～(23 Ver.) |                                     |

#### 뮤지컬송 앨범
| 집 | 앨범이름                                                                      | 발매일          | 곡명 | 비고                                                                     |
| -- | ----------------------------------------------------------------------------- | --------------- | --- | ------------------------------------------------------------------------ |
| 1. | モーニング娘。のミュージカル 江戸っ娘。忠臣蔵オリジナルキャスト盤             | 2003년 7월 2일  | 1. どっこい! 江戸っ娘。忠臣蔵(江戸っ娘。Ver.) 2. くのいち羅舞羅舞隊のうた(フルば～じょん) 3. LET'S GO TOGETHER(フルVer.) 4. 青春の誓い 5. おとっつあん結婚? 6. おとっつあん結婚?パート2 7. すっごいよ! 8. くやしぃ～～～! 9. BAD & BLUE 10. やばいって 11. THE 解体新書 12. くのいち羅舞羅舞隊のうた(クールば～じょん) 13. 瓦版だよ～! 14. うるさい女～羅舞羅舞隊VS奥女中 15. なにも 迷わない(フルVer.) 16. 立ちあがれ! 17. どっこい! 江戸っ娘。忠臣蔵(オールキャストVer.) 18. どっこい! 江戸っ娘。忠臣蔵(instハートウォームVer.) 19. くのいち羅舞羅舞隊のうた(instサスペンスば～じょん) 20. LET'S GO TOGETHER(instお囃子Ver.) 21. 青春の誓い(inst参上Ver.) 22. BAD & BLUE(instルンルンお出かけVer.) 23. 立ちあがれ!(instピアノVer.) 24. どっこい! 江戸っ娘。忠臣蔵(instフュージョンVer.) 25. どっこい! 江戸っ娘。忠臣蔵(江戸っ娘。Ver.オリジナルカラオケ) 26. くのいち羅舞羅舞隊のうた(フルば～じょんオリジナルカラオケ) |                                                                          |
| 2. | 「リボンの騎士 ザ・ミュージカル」ソング・セレクション                         | 2006년 7월 26일 | 1. Mystery of Life 2. GOD 3. フララフラ 4. あなたに会いたい (이시카와 리카) 5. 大臣の願い 〜 魔女 6. リボンの騎士 7. 牢番 8. 戦いのとき 9. スカウト 10. 葬送 11. 大団円 12. あなたに会いたい (아베 나츠미) 13. あなたに会いたい (마츠우라 아야) | 2nd 앨범 이후, 모든 오리지널 악곡의 작사 · 작곡은 층쿠.                  |
| 3. | 演劇女子部 ミュージカル「TRIANGLE-トライアングル-」オリジナルサウンドトラック | 2015년 7월 15일 | 1. トライアングル アルファ 2. サクラの恋 3. うらやましがりやのダイス 4. ローズウッドの告白 5. 触れればココロがあふれだす 6. 手をはなさない | 6월 18일, 선샤인 극장에서 선행 발매.                                     |
| 4. | 演劇女子部「続・11人いる! 東の地平・西の永遠」オリジナルサウンドトラック      | 2015년 7월 13일 | 1. 愛の言葉 2. 東の地平・西の永遠 3. 好きだから‥ | 6월 11일 ~ 12일, 교토 극장 / 6월 16일 ~ 26일, 선샤인 극장에서 선행 발매. |
| 5. | 演劇女子部「ファラオの墓」オリジナルサウンドラック                            | 2017년 7월 12일 | 1. いつか会えるその日まで 2. 砂漠の鷹 3. 愛さえあれば 4. 永遠の愛 5. ファラオの墓 | 선샤인 극장에서 선행 발매.                                               |
| 6. | 演劇女子部「ファラオの墓～蛇王・スネフェル」」オリジナルサウンドラック        | 2018년 7월 11일 | 1. 宿命 2. 砂漠の鷹「ファラオの墓～蛇王・スネフェル～」Ver. 3. 永遠の愛「ファラオの墓～蛇王・スネフェル～」Ver. 4. ファラオの墓「ファラオの墓～蛇王・スネフェル～」Ver. | 선샤인 극장에서 선행 발매.                                               |

콜라보레이션
| 집 | 앨범이름                                                                       | 발매일         | 곡명 | 비고                                                                   |
| -- | ------------------------------------------------------------------------------ | -------------- | --- | ---------------------------------------------------------------------- |
| 1. | 演劇女子部 ミュージカル LILIUMリリウム 少女純潔歌劇 オリジナルサウンドトラック | 2014년 8월 6일 | 1. Forget-me-not ~私を忘れないで~ 2. Eli, Eli, Lema Sabachthani? 3. シルベチカなんて知らない! 4. 繭期のティーチング 5. 幻想幻惑イノセンス 6. プリンセス・マーガレット 7. 或る庭師の物語 8. ひとりぼっちのスノウ 9. TRUE OF VAMP 10. 共同幻想ユートピア 11. もう泣かないと決めた 12. あなたを愛した記憶 13. 永遠の繭期の終わり 14. 少女純潔 | 모닝구무스메。'14×스마이레지 명의. 6월 5일, 선샤인 극장에서 선행 발매. |

#### 기타 앨범
1. 映画ピンチランナー 《オリジナル・サウンドトラック》(2000년 7월 5일)
2. モーニング娘。《LOVEセンチュリー -夢はみなけりゃ始まらない-》 ~オリジナルキャスト盤(V.A)~ (2001년 8월 1일)
3. 仔犬ダンの物語 オリジナルサウンドトラック (2003년 2월 14일)
4. モーニング娘。のオールナイトニッポンモバイル CD BOX (2012년 9월 7일)

콜라보레이션
- 샷시닝구무스메。(사시하라 리노 & 모닝구무스메。'17) 명의

1. サムネイル (2017년 1월 25일)
  - "Get you!"가 수록.

- 모닝구무스메。20th 명의

1. 二十歳のモーニング娘。(2018년 2월 7일)

### DVD/VHS/Blu-ray

#### 싱글
통상의 PV에 더해 Dance Shot 버전이나 Close Up 버전 등 별도 버전의 PV, 메이킹 (자켓 촬영 풍경, PV 촬영 풍경) 등이 수록되어 있다.
- ザ・ビデオ LOVEマシーン (1999년 10월 14일 VHS로만)
- ザ・ビデオ 恋のダンスサイト (2000년 2월 23일 VHS로만)
- 싱글V そうだ! We're ALIVE (2002년 4월 10일 이후 DVD/VHS 발매)
- 싱글V モーニング娘。シングルメドレー～ハワイアン～ (2002년 7월 24일)
- 싱글V Do it! Now (2002년 9월 26일)
- 싱글V がんばっちゃえ!／HEY!未来 (2003년 1월 29일)
- 싱글V モーニング娘。のひょっこりひょうたん島 (2003년 2월 19일)
- 싱글V AS FOR ONE DAY (2003년 4월 23일)
- 싱글V シャボン玉 (2003년 7월 30일)
- 싱글V GO Girl～恋のヴィクトリー～ (2003년 11월 6일)
- 싱글V 愛あらばIT'S ALL RIGHT! (2004년 1월 21일)
- 싱글V 浪漫～MY DEAR BOY～ (2004년 5월 12일)
- 싱글V 女子かしまし物語 (2004년 7월 22일)
- 싱글V 涙が止まらない放課後 (2004년 11월 3일)
- 싱글V THEマンパワー!!! (2005년 1월 19일)
- 싱글V 大阪 恋の歌 (2005년 4월 27일)
- 싱글V 色っぽい じれったい (2005년 8월 3일)
- 싱글V 直感2～逃した魚は大きいぞ!～ (2005년 11월 23일)
- 싱글V SEXY BOY～そよ風に寄り添って～ (2006년 3월 29일)
- 싱글V Ambitious! 野心的でいいじゃん (2006년 6월 28일)
- 싱글V 歩いてる (2006년 11월 15일)
- 싱글V 笑顔YESヌード (2007년 3월 7일)
- 싱글V 女に 幸あれ (2007년 8월 1일)
- 싱글V リゾナント ブルー (2008년 4월 23일)
- 싱글V ペッパー警部 (2008년 10월 22일)
- 싱글V 泣いちゃうかも (2009년 2월 25일)
- 싱글V しょうがない 夢追い人 (2009년 5월 20일)
- 싱글V 気まぐれプリンセス (2009년 11월 4일)
- 싱글V 女が目立って なぜイケナイ (2010년 2월 24일)
- 싱글V 青春コレクション (2010년 6월 16일)
- 싱글V 女と男のララバイゲーム (2010년 11월 24일)
- 싱글V Only you (2011년 6월 29일)
- 싱글V この地球の平和を本気で願ってるんだよ!／彼と一緒にお店がしたい! (2011년 9월 21일)
- 싱글V ピョコピョコ ウルトラ (2011년 2월 1일)
- 싱글V 恋愛ハンター (2012년 4월 18일)
- 싱글V One・Two・Three (2012년 7월 25일)
- 싱글V ビートの惑星 (2022년 4월 13일)

#### PV집
- 映像ザ・モーニング娘。ベスト10 (2000년 6월 14일)
- 映像ザ・モーニング娘。2～シングルMクリップス～ (2002년 12월 4일)
- 映像ザ・モーニング娘。3～シングルVクリップス～ (2005년 3월 24일)
- 映像ザ・モーニング娘。4～シングルMクリップス～ (2007년 5월 2일)
- 映像ザ・モーニング娘。ALL SINGLES COMPLETE 全35曲 ～10th ANNIVERSARY～ (2007년 12월 19일)
- 映像ザ・モーニング娘。5～シングルMクリップス～ (2009년 8월 19일)
- 映像ザ・モーニング娘。6～シングルMクリップス～ (2011년 4월 13일)
- モーニング娘。全シングル MUSIC VIDEO Blu-ray File 2011 (2011년 12월 21일)
- 映像ザ・モーニング娘。7～シングルMクリップス～ (2012년 11월 14일 DVD / 2012년 12월 12일 Blu-ray)
- 映像ザ・モーニング娘。8～シングルMクリップス～ (2014년 12월 10일 DVD / Blu-ray)
- 映像ザ・モーニング娘。9～シングルMクリップス～ (2021년 1월 27일)

#### 콘서트
- Hello! FIRST LIVE AT SHIBUYA KOHKAIDO (1998년 12월 12일 VHS / 2002년 12월 4일 DVD)
- Memory～青春の光～1999.4.18 (1999년 6월 30일 DVD / 2013년 8월 7일 Blu-ray)
- モーニング娘。ライブ初の武道館～ダンシング ラブ サイト 2000 春～ (2000년 8월 30일 DVD / 2013년 8월 7일 Blu-ray)
- モーニング娘。ライブレボリューション21 春～大阪城ホール最終日～ (2001년 6월 27일 DVD / 2013년 8월 7일 Blu-ray)
- GREEN LIVE (2001년 9월 5일)
- LOVE IS ALIVE! モーニング娘。CONCERT TOUR 2002春 at さいたまスーパーアリーナ (2002년 7월 31일 DVD / 2013년 8월 7일 Blu-ray)
- モーニング娘。LOVE IS ALIVE! 2002夏 at 横浜アリーナ (2002년 11월 20일 DVD / 2013년 9월 11일 Blu-ray)
- モーニング娘。CONCERT TOUR 2003春 NON STOP! At saitama super arena (2003년 6월 25일 DVD / 2013년 9월 11일 Blu-ray)
- モーニング娘。CONCERT TOUR 2003 ~15人でNON STOP!~ (2003년 12월 26일 DVD / 2013년 9월 11일 Blu-ray)
- MORNING MUSUME。CONCERT TOUR 2004 SPRING The BEST of Japan (2004년 7월 14일 DVD / 2013년 10월 9일 Blu-ray)
- モーニング娘。コンサートツアー2004『The Best of Japan 夏～秋'04』(2004년 12월 8일 DVD / 2013년 10월 9일 Blu-ray)
- モーニング娘。コンサートツアー2005春～第六感 ヒット満開!～ (2005년 7월 6일 DVD / 2013년 10월 9일 Blu-ray)
- モーニング娘。コンサートツアー2005夏秋『バリバリ教室～小春ちゃんいらっしゃい!～』(2005년 12월 14일 DVD / 2013년 10월 9일 Blu-ray)
- モーニング娘。コンサートツアー2006春 ～レインボーセブン～ (2006년 7월 19일 / 2013년 11월 6일 Blu-ray)
- モーニング娘。コンサートツアー2006秋～踊れ! モーニングカレー～ (2006년 12월 27일 / 2013년 11월 6일 Blu-ray)
- モーニング娘。コンサートツアー2007春～SEXY 8 ビート～ (2007년 7월 4일 / 2013년 11월 6일 Blu-ray)
- モーニング娘。コンサートツアー2007秋～ボン キュッ! ボン キュッ! BOMB～ (2008년 2월 14일 / 2013년 11월 6일 Blu-ray)
- モーニング娘。コンサートツアー2008春～シングル大全集!!～ (2008년 7월 30일 DVD / 2013년 12월 4일 Blu-ray)
- モーニング娘。コンサートツアー2008秋～リゾナントLIVE～ (2009년 1월 28일 DVD / 2013년 12월 4일 Blu-ray)
- モーニング娘。コンサートツアー2009春 ～プラチナ 9 DISCO～ (2009년 7월 15일 DVD / 2013년 12월 4일 Blu-ray)
- モーニング娘。よみうりランドEAST LIVE 2009 (2010년 1월 20일)
- モーニング娘。コンサートツアー2009秋 ～ナインスマイル～ (2010년 2월 24일 DVD / 2013년 12월 4일 Blu-ray)
- モーニング娘。コンサートツアー2010春 ～ピカッピカッ!～ (2010년 7월 14일 DVD / 2010년 10월 27일 Blu-ray)
- モーニング娘。コンサートツアー2010秋 ～ライバル サバイバル～ (2011년 2월 23일 DVD / 2011년 4월 13일[3] Blu-ray)
- モーニング娘。コンサートツアー2011春 新創世記 ファンタジーDX ～9期メンを迎えて～ (2011년 7월 27일 DVD / 2011년 8월 17일 Blu-ray)
- モーニング娘。コンサートツアー2011秋 愛 BELIEVE ～高橋愛 卒業記念スペシャル～ (2011년 12월 28일 DVD / Blu-ray)
- モーニング娘。コンサートツアー2012春 ～ウルトラスマート～ 新垣里沙 光井愛佳卒業スペシャル (2012년 8월 29일 DVD / Blu-ray)
- モーニング娘。誕生15周年記念コンサートツアー2012秋 ～カラフルキャラクター～ (2013년 3월 13일 DVD / Blu-ray)
- モーニング娘。コンサートツアー2013春 ミチシゲ☆イレブンSOUL ～田中れいな卒業記念日～ in 日本武道館 (2013년 9월 4일 DVD / Blu-ray)
- モーニング娘。祝! 2作連続1位! 応援してくださる皆さまのおかげです! イベント『モーニング娘。 x ekiato』(2013년 9월 26일)
- モーニング娘。誕生16周年記念イベント「私たちが、今のモーニング娘。です。17年目も、さあ、行こうか。」(2014년 1월 9일)
- モーニング娘。コンサートツアー2013秋 ～CHANCE!～ (2014년 3월 26일 DVD / Blu-ray)
- モーニング娘。'14コンサートツアー春 ～エヴォリューション～ (2014년 8월 20일 DVD / Blu-ray)
- モーニング娘。'14コンサートツアー秋 GIVE ME MORE LOVE ～道重さゆみ卒業記念スペシャル～ (2015년 2월 11일 DVD / Blu-ray)
- Morning Musume。'14 Live Concert in New York (2015년 3월 11일)
- モーニング娘。'14 SPECIAL EVENT IN 品川 (2015년 4월 29일)
- モーニング娘。'15コンサートツアー春 ～GRADATION～ (2015년 9월 2일 DVD / Blu-ray)
- モーニング娘。'15コンサートツアー2015秋 ～PRISM～ (2016년 3월 23일 DVD / Blu-ray)
- モーニング娘。'15 鞘師里保 ソロスペシャルライブ (2016년 4월 6일)
- Morning Musume。'16 Live Concert in Houston (2016년 8월 10일)
- モーニング娘。'16コンサートツアー春～EMOTION IN MOTION～鈴木香音卒業スペシャル (2016년 9월 7일 DVD / Blu-ray)
- モーニング娘。'16コンサートツアー秋 ～MY VISION～ (2017년 3월 29일 DVD / Blu-ray)
- Morning Musume。'16 Live Concert in Taipei (2017년 5월 17일)
- モーニング娘。'17コンサートツアー春 ～THE INSPIRATION !～ (2017년 9월 20일 DVD / Blu-ray)
- Morning Musume。'17 Live Concert in Hong Kong (2017년 11월 15일)
- モーニング娘。'17 工藤遥 ソロスペシャルライブ (2018년 4월 11일)
- モーニング娘。誕生20周年記念コンサートツアー2017秋～We are MORNING MUSUME。～工藤遥卒業スペシャル (2018년 4월 11일 DVD / Blu-ray)
- モーニング娘。誕生20周年記念コンサートツアー2018春～We are MORNING MUSUME。～ファイナル 尾形春水卒業スペシャル (2018년 10월 24일 DVD / Blu-ray)
- MORNING MUSUME。'18 Fall Concert Tour ～GET SET, GO!～ in Mexico City (2019년 4월 3일)
- モーニング娘。'18コンサートツアー秋～GET SET, GO！～ファイナル 飯窪春菜卒業スペシャル (2019년 4월 10일 DVD / Blu-ray)
- Hello! Project 20th Anniversary!! モーニング娘。'19 ディナーショー「Happy Night」(2019년 7월 10일)
- モーニング娘。'19コンサートツアー春 ～BEST WISHES！～FINAL (2019년 10월 9일 DVD / Blu-ray)
- モーニング娘。'19 コンサートツアー秋 〜KOKORO&KARADA〜FINAL (2020년 5월 20일 DVD / Blu-ray)
- Hello! Project presents...「Premier seat」～モーニング娘。’21 Premium～ (2021년 5월 26일)
- モーニング娘。'21 コンサート Teenage Solution ～佐藤優樹 卒業スペシャル～ (2022년 4월 13일 DVD / Blu-ray)
- モーニング娘。'22 CONCERT TOUR ～Never Been Better!～ 森戸知沙希卒業スペシャル (2022년 11월 16일 DVD / Blu-ray)
- モーニング娘。'22 CONCERT TOUR 〜Never Been Better! Encore〜 (2022년 12월 21일)
- モーニング娘。'22 25th ANNIVERSARY CONCERT TOUR 〜SINGIN' TO THE BEAT〜加賀楓卒業スペシャル (2023년 5월 17일 DVD / Blu-ray)
- モーニング娘。'23 25th ANNIVERSARY CONCERT TOUR ～glad quarter-century～ at 日本武道館 (2024년 2월 7일 DVD / Blu-ray)
- モーニング娘。'23 コンサートツアー秋「Neverending Shine Show」SPECIAL (2024년 5월 15일 DVD / Blu-ray)
- モーニング娘。'23 コンサートツアー秋「Neverending Shine Show ～聖域～」譜久村聖 卒業スペシャル (2024년 5월 15일 DVD / Blu-ray)
- モーニング娘。'24 コンサートツアー春 MOTTO MORNING MUSUME。FINAL (2024년 9월 25일 DVD / Blu-ray)
- モーニング娘。'24 コンサートツアー秋 WE CAN DANCE !～Blå Eld～石田亜佑美 FINAL (2025년 5월 28일 DVD / Blu-ray)

#### 뮤지컬 · 무대
- LOVEセンチュリー -夢はみなけりゃ始まらない- (2001년 10월 17일)
- ミュージカル『モーニング・タウン』(2002년 9월 19일)
- モーニング娘。主演ミュージカル 江戸っ娘。忠臣蔵 (2003년 8월 27일)
- ミュージカル HELP!!熱っちぃ地球を冷ますんだっ。(2004년 8월 25일)
- リボンの騎士 ザ・ミュージカル DVD (2006년 11월 29일)
- シンデレラ The ミュージカル (2008년 12월 3일)
- 舞台「ファッショナブル」DVD (2010년 9월 15일)
- モーニング娘。高橋愛&新垣里沙 リアルエチュード『高橋さんと新垣さん家 ゲスト:松崎しげる編』DVD (2011년 7월 5일)
- モーニング娘。高橋愛&新垣里沙 リアルエチュード『高橋さんと新垣さん家 ゲスト:金剛地武志編』DVD (2011년 7월 5일)
- モーニング娘。高橋愛&新垣里沙 リアルエチュード『高橋さんと新垣さん家 ゲスト:パパイヤ鈴木編』DVD (2011년 7월 5일)
- リアルエチュード みんなの家 ガールズステージ ゲスト:松尾伴内・川﨑麻世編 (2012년 2월 22일)
- リアルエチュード みんなの家 ガールズステージ ゲスト:国広富之・辰巳琢郎編 (2012년 2월 22일)
- 舞台「ステーシーズ」DVD (2012년 9월 12일)
- 大人の麦茶×ゲキハロ「ごがくゆう」(2013년 11월 20일)
- 演劇女子部 ミュージカル「LILIUM-リリウム 少女純潔歌劇-」(2014년 9월 24일)
- 演劇女子部 ミュージカル「TRIANGLE -トライアングル-」 (2015년 9월 2일)
- 演劇女子部「続・11人いる! 東の地平・西の永遠」(2016년 10월 5일)
- 演劇女子部「ファラオの墓」(2017년 10월 4일)
- 演劇女子部「ファラオの墓 ～蛇王・スネフェル～」(2018년 9월 19일)

#### 솔로 DVD/Blu-ray
- アロハロ! 藤本美貴DVD (2003년 4월 25일)
- ラブハロ! 矢口真里DVD (2003년 7월 16일)
- アロハロ! 高橋愛DVD (2003년 12월 17일)
- アロハロ! 紺野あさ美DVD (2006년 4월 12일)
- アロハロ! 田中れいなDVD (2007년 2월 14일)
- ラブハロ! 亀井絵里DVD (2007년 3월 14일)
- ラブハロ! 高橋愛DVD (2007년 4월 11일)
- アロハロ! 新垣里沙DVD (2007년 6월 13일)
- 17～ラブハロ! 道重さゆみDVD～ (2007년 7월 18일)
- LOVE STORY 道重さゆみDVD (2008년 10월 1일)
- Real Challenge!! 田中れいなDVD (2008년 10월 29일)
- 20 DREAMS 亀井絵里DVD (2009년 1월 14일)
- アロハロ! 2 新垣里沙DVD (2009년 1월 21일)
- I 高橋愛DVD (2009년 6월 17일)
- 20's time. 道重さゆみDVD (2009년 7월 22일)
- Jump!! 久住小春DVD (2009년 9월 30일)
- too sweet Eri 亀井絵里DVD (2010년 3월 3일)
- さゆ 道重さゆみDVD (2010년 4월 28일)
- フィギュア 高橋愛DVD (2010년 6월 2일 DVD / 2010년 12월 22일 Blu-ray)
- アロハロ! 3 新垣里沙DVD (2010년 7월 14일)
- AI loves you I love AI 高橋愛DVD (2011년 4월 20일 DVD / 2011년 5월 18일 Blu-ray)
- さやし りほ～Greeting～ 鞘師里保DVD (2011년 8월 31일)
- Love Love Love 高橋愛DVD (2011년 9월 21일 DVD / 2011년 10월 19일 Blu-ray)
- as it is 新垣里沙DVD (2012년 5월 16일)
- ひゃっっほ～い♪( ´θ｀)ノ 鞘師里保DVD (2012년 9월 26일)
- HARUKA 工藤遥DVD (2012년 11월 7일)
- MIZUKI in Guam 譜久村聖DVD (2013년 5월 22일)
- AYUMI in GUAM 石田亜佑美DVD (2013년 8월 14일)
- Riho's Fashion Archive 鞘師里保DVD (2014년 3월 12일)
- 颯夏 ‐souka‐ 石田亜佑美DVD (2014년 7월 2일)
- Pancake 譜久村聖DVD (2014년 8월 6일)
- Simple 工藤遥DVD (2014년 10월 22일)
- SAYUMI+ 道重さゆみDVD (2014년 11월 19일)
- Sixteen 鞘師里保Blu-ray (2015년 4월 8일)
- 夕映え 譜久村聖Blu-ray (2016년 1월 20일)
- 春夏-Haruka- 工藤遥Blu-ray (2016년 7월 6일)
- It's a Beautiful Day 石田亜佑美Blu-ray (2016년 7월 27일)
- Do The Vacation 工藤遥Blu-ray (2017년 11월 22일)
- Sakura in Guam 小田さくらBlu-ray (2017년 12월 27일)
- Blanc 牧野真莉愛Blu-ray (2018년 3월 7일)
- First REINA YOKOYAMA 横山玲奈Blu-ray (2018년 7월 4일)
- One day 譜久村聖Blu-ray (2018년 12월 5일)

한정판
- ありがとう 亀井絵里DVD (2010년 12월 14일)
- みっつぃー 光井愛佳DVD (2011년 1월 26일)
- attracted 田中れいなDVD (2011년 3월 13일)
- homey 道重さゆみDVD (2011년 3월 20일)
- Greeting ～譜久村聖～ 譜久村聖DVD (2011년 5월 17일)
- Greeting ～鈴木 香音～ 鈴木香音DVD (2011년 7월 30일)
- Greeting ～生田 衣梨奈～ 生田衣梨奈DVD (2011년 8월 13일)
- RIHO 鞘師里保DVD (2012년 3월 9일)
- Greeting ～工藤 遥～ 工藤遥DVD (2012년 6월 29일)
- “田中れいな写真集「きら☆きら」”メイキングDVD～特別編集版～田中れいなDVD (2012년 6월 30일)
- Greeting ～佐藤優樹～ 佐藤優樹DVD (2012년 7월 11일)
- Greeting ～石田亜佑美～ 石田亜佑美DVD (2012년 8월 18일)
- Greeting ～飯窪春菜～ 飯窪春菜DVD (2012년 8월 30일)
- Greeting ～小田さくら～ 小田さくらDVD (2013년 1월 30일)
- “道重さゆみ写真集「美ルフィーユ」”メイキングDVD～特別編集版～道重さゆみDVD (2013년 3월 22일)
- snowdrop 鞘師里保DVD (2013년 3월 28일)
- 遥 -thirteen- 工藤遥DVD (2013년 5월 16일)
- “道重さゆみ 写真集「Blue Rose」”メイキングDVD～特別編集版～道重さゆみDVD (2013년 12월 19일)
- It’s a lovely day 生田衣梨奈DVD (2014년 10월 24일)
- Greeting ～牧野 真莉愛～ 牧野真莉愛Blu-ray (2015년 3월 24일)
- Greeting ～尾形春水～ 尾形春水Blu-ray (2015년 6월 12일)
- Greeting ～野中美希～ 野中美希Blu-ray (2015년 6월 12일)
- Greeting ～羽賀朱音～ 羽賀朱音Blu-ray (2016년 8월 18일)
- Behind of Photobook～さくら模様～ 小田さくらBlu-ray (2016년 11월 29일)

#### 그 외
- モーニング刑事。～抱いてHOLD ON ME!～ (1998년 9월 2일 VHS / 2000년 12월 8일 DVD)
- モーニング娘。in ピンチランナー (2000년 6월 21일 VHS / 2000년 10월 21일 DVD)
- モー娘。走る! ピンチランナー (2000년 11월 21일 DVD / 2001년 2월 21일 VHS)
- モーニング娘｡ 今日のタメゴトPart1/Part2 (2001년 4월 25일)
- モーニング娘｡ 今日のタメゴト完全版 (2001년 4월 25일)
- モーニング娘｡ 今日のタメゴトPart3/Part4 (2001년 8월 29일)
- モーニング娘｡ 今日のタメゴト完全版2 (2001년 8월 29일)
- モーニング娘。新春! LOVEストーリーズ (2002년 3월 13일)
- ナマタマゴ (2002년 3월 15일 DVD / 2002년 5월 15일 VHS)
- とっかえっ娘。(2002년 6월 5일 DVD / 2002년 7월 17일 VHS)
- 仔犬ダンの物語 (2003년 6월 21일)
- ハロハロ! モーニング娘。6期メンバーDVD (2003년 7월 16일)
- モーニング娘。サスペンスドラマスペシャル「三毛猫ホームズの犯罪学講座／おれがあいつであいつがおれで」 (2003년 7월 16일)
- 梨華＆美貴 素顔の17才 ～メイキングオブ「17才 旅立ちのふたり」 (2003년 10월 21일)
- 「アロハロ! モーニング娘。さくら組&おとめ組」 (2003년 11월 6일)
- 17才 旅立ちのふたり (2004년 4월 21일)
- それゆけ! ゴロッキーズ ハッピーライフ～上巻 (2004년 7월 22일)
- それゆけ! ゴロッキーズ ハッピーライフ～下巻 (2004년 7월 22일)
- 星砂の島、私の島 ～アイランド・ドリーミン～ (2004년 9월 15일 DVD / 2004년 9월 29일 CD)
- アロハロ! モーニング娘。DVD (2004년 11월 3일)
- それゆけ! ゴロッキーズ～ハッピーライフ～ EXTRA (2004년 12월 8일)
- モーニング娘。DVD in 香港 (2005년 12월 7일)
- アロハロ! 2 モーニング娘。DVD (2007년 7월 11일)
- アロハロ! 3 モーニング娘。DVD (2008년 12월 24일)
- NHK TVドラマ「Q.E.D.証明終了」Vol.1 (2009년 6월 24일)
- NHK TVドラマ「Q.E.D.証明終了」Vol.2 (2009년 6월 24일)
- NHK TVドラマ「Q.E.D.証明終了」Vol.3 (2009년 6월 24일)
- NHK TVドラマ「Q.E.D.証明終了」Vol.4 (2009년 6월 24일)
- NHK TVドラマ「Q.E.D.証明終了」BOX (2009년 6월 24일)
- アロハロ! 4 モーニング娘。(2010년 6월 16일 DVD / 2010년 11월 24일 Blu-ray)
- ケータイ刑事 THE MOVIE3 モーニング娘。救出大作戦!～パンドラの箱の秘密 プレミアム・エディション (2011년 8월 2일)
- ケータイ刑事 THE MOVIE3 モーニング娘。救出大作戦!～パンドラの箱の秘密 スタンダード・エディション (2011년 8월 2일)
- 美女学 Vol.13 (2011년 9월 7일)
- アロハロ! 5 モーニング娘。(2011년 9월 28일 DVD / 2011년 11월 2일 Blu-ray)
- ハロプロ! TIME Vol.4 (2012년 3월 7일)
- BS-TBS サマーパーティー2012「おんな日舞（アイドル日本流）」(2012년 11월 9일)
- BS-TBS サマーパーティー2012「女子落語」(2012년 11월 9일)
- BS-TBS サマーパーティー2012「赤坂ダンスダンスダンス」(2012년 11월 9일)
- アロハロ! 6 モーニング娘。(2012년 12월 26일 DVD / Blu-ray)
- アロハロ! モーニング娘。6期メンバーDVD (2013년 1월 16일)
- アロハロ! モーニング娘。9・10期メンバーDVD (2013년 1월 16일)
- アロハロ! 7 モーニング娘。(2015년 1월 7일 DVD / Blu-ray)
- 道重カメラ 完全版 (2015년 4월 25일)

#### 이벤트 회장 한정판
- 이벤트V 浪漫～MY DEAR BOY～ ディレクターズエディション (2004년 6월 19일)
- 이벤트V 色っぽい じれったい～マルチダンスエディション～ (2005년 8월 27일)
- 이벤트V クイズ! ハワイで悲しみトワイライト! (2007년 4월 29일)
- 이벤트V リゾナント ブルー (2008년 5월 11일)
- 이벤트V ペッパー警部 (2008년 10월 20일)
- 이벤트V 泣いちゃうかも (2009년 2월 22일)
- 이벤트V しょうがない 夢追い人 (2009년 5월 30일)
- 이벤트V なんちゃって恋愛 (2009년 8월 30일)
- 이벤트V 気まぐれプリンセス (2009년 10월 28일)
- 이벤트V 女が目立って なぜイケナイ (2010년 3월 6일)
- 이벤트V 青春コレクション (2010년 7월 10일)
- 이벤트V 女と男のララバイゲーム (2010년 11월 28일)
- 이벤트V まじですかスカ! (2011년 4월 23일)
- 이벤트V Only you (2011년 7월 9일)
- 이벤트V 彼と一緒にお店がしたい! (2011년 9월 19일)
- 이벤트V ピョコピョコ ウルトラ (2011년 2월 5일)
- 이벤트V 恋愛ハンター (2012년 4월 28일)
- 이벤트V 笑顔に涙～THANK YOU! DEAR MY FRIENDS～ (2012년 4월 28일) - 니이가키 리사 (모닝구무스메。) 명의
- 이벤트V One・Two・Three (2012년 7월 28일)
- 이벤트V プロフィールムービー完全版 (2012년 10월 6일)
- 이벤트V ワクテカ Take a chance (2012년 11월 10일)
- 이벤트V Help me!! (2013년 2월 23일)
- 이벤트V ブレインストーミング (2013년 5월 5일)
- 이벤트V 君さえ居れば何も要らない (2013년 5월 5일)
- 이벤트V わがまま 気のまま 愛のジョーク (2013년 10월 12일)
- 이벤트V 愛の軍団 (2013년 10월 12일)
- 이벤트V 笑顔の君は太陽さ (2014년 3월 1일)
- 이벤트V 君の代わりは居やしない (2014년 3월 1일)
- 이벤트V 時空を超え 宇宙を超え (2014년 8월 12일)
- 이벤트V Password is 0 (2014년 8월 12일)
- 이벤트V TIKI BUN (2014년 11월 23일)
- 이벤트V シャバダバ ドゥ～ (2014년 11월 23일)
- 이벤트V 見返り美人 (2014년 11월 23일)
- 이벤트V 青春小僧が泣いている (2015년 5월 3일)
- 이벤트V 夕暮れは雨上がり (2015년 5월 3일)
- 이벤트V イマココカラ (2015년 5월 3일)
- 이벤트V Oh my wish! (2015년 10월 17일)
- 이벤트V スカッとMy Heart (2015년 10월 17일)
- 이벤트V 今すぐ飛び込む勇気 (2015년 10월 17일)
- 이벤트V 冷たい風と片思い (2016년 2월 7일)
- 이벤트V ENDLESS SKY (2016년 2월 7일)
- 이벤트V One and Only (2016년 2월 7일)
- 이벤트V 泡沫サタデーナイト! (2016년 7월 3일)
- 이벤트V The Vision (2016년 7월 3일)
- 이벤트V Tokyoという片隅 (2016년 7월 3일)
- 이벤트V セクシーキャットの演説／ムキダシで向き合って／そうじゃない (2017년 1월 7일)
- 이벤트V BRAND NEW MORNING／ジェラシー ジェラシー (2017년 5월 6일)
- 이벤트V 邪魔しないで Here We Go!／弩級のゴーサイン／若いんだし! (2017년 11월 12일)
- 이벤트V Are you Happy?／A gonna (2018년 9월 9일)
- 이벤트V フラリ銀座／自由な国だから (2019년 1월 14일)
- 이벤트V 人生Blues／青春Night (2019년 9월 14일)
- 이벤트V KOKORO & KARADA／LOVEペディア／人間関係No way way (2020년 2월 23일)

콜라보레이션
- 헬로! 프로젝트 모베키마스 명의
  - 이벤트V ブスにならない哲学 (2011년 11월 23일)
- 하로프로 올스타즈 명의
  - 이벤트V YEAH YEAH YEAH／花、闌の時 (2018년 10월 20일)

## 출연

### 텔레비전
- ASAYAN (1995년 ~ 2002년 3월 24일, TV 도쿄)
- 태양의 아가씨와 바다 (1998년 4월 7일 ~ 6월 30일, TV 도쿄)
- 아이돌을 찾아라! (1999년 1월 5일 ~ 2002년 3월 26일, TV 도쿄)
- 카이지 (1999년 4월 ~ 2000년 3월, 금요일의 심야, TV 도쿄)
- 모닝구무스메。의 배꼽 (2000년 1월 4일 ~ 9월 29일, TV 도쿄)
- 플라이 데이 나이트 부탁해! 모닝구 (2000년 4월 7일 ~ 2001년 9월 29일, TV 이와테 제작 · 닛폰 TV계)
- 하로! 모닝구。(2000년 4월 9일 ~ 2007년 4월 1일, TV 도쿄)
- 천국인가!? 지옥인가!? 홍·황·청대격돌 in 하와이 (슈퍼 스페셜 2000, 2000년 6월 24일, 닛폰 TV계)
- 시드니 올림픽 발리볼 세계 최종 예선 이미지 캐릭터 (2000년, TBS계)
- 시드니 올림픽 이미지 캐릭터 (2000년, TBS계)
- 메챠메챠이케테루! (2000년 7월 15일 · 2001년 10월 13일 · 2002년 10월 12일 · 2003년 4월 5일 · 10월 4일 · 18일 · 2004년 4월 24일, 후지 TV계, 사립 오카무라 여자고등학교 시리즈)
- MUSIX! (2000년 12월 3일 ~ 2003년 3월 18일, TV 도쿄 · BS JAPAN)
- SAMBA·TV (2000년 12월 30일 ~ 2001년 1월 1일, TBS계)
- 신춘 모닝구무스메。스페셜 나들이 옷과 수영복으로 세배돈 대작전 (2001년 1월 1일, 닛폰 TV계)
- 모니。힘들었습니다 (2001년 4월 12일 ~ 2002년 3월 14일, 닛폰 TV)
- 모닝구무스메。의 사르틴반코에 따라는!! 긴급 나카자와 스페셜 (2001년 3월 31일, 후지 TV계)
- 봄만개! 모무스메。10명의 표리 보여 버렸다 스페셜~응 (2001년 4월 1일, TV 아사히계)
- 13명에 걸친 크리스마스 (2001년 12월 22일, 후지 TV)
- 모닝구무스메。신춘! LOVE 스토리즈 (2002년 1월 2일, TBS계)
  - 「하이바라씨가 간다」(이시카와 리카 주연)
  - 「시간을 달리는 소녀」(아베 나츠미 주연)
  - 「이즈의 무희」(고토 마키 주연)
- 틴틴 TOWN! (2002년 7월 5일 ~ 2004년 3월 26일, TV 도쿄)
- BS 통째로 대전집 100% 모닝구무스메。(2002년 8월 27일, NHK BS2 / 9월 20일, 총집편 BShi)
- 세키구치 히로시의 도쿄 프렌드 파크 II 고토 마키 졸업 SP」(2002년 9월 23일, TBS계)
- 모닝구무스메。서스펜스 드라마 스페셜 (2002년 12월 28일, TBS계)
  - 「삼색털 고양이 홈스의 범죄학 강좌」(아베 나츠미 주연)
  - 「내가 저녀석에서 만나며 개가 내로」(요시자와 히토미 주연)
- 신춘 와이드 시대극 (TV 도쿄)
  - 「미부기시덴 ~신센구미에서 가장 강했던 사내~」(2002년 1월 2일, 아베 나츠미 출연)
  - 「용마가 간다」(2004년 1월 2일, 후지모토 미키 출연)
  - 「나라 훔쳐 이야기」(2005년 1월 2일, 이시카와 리카 출연)
  - 「천하소란~토쿠가와 삼대의 음모」(2006년 1월 2일, 다카하시 아이 출연)
- 2006 세계 발리볼 선수권 일본 대회 (2006년, TBS TV계 · BS-i)
- 심야 미니 연속 프로그램 시리즈 (TV 도쿄 외)
  - 소녀 일기 (2000년 10월 2일 ~ 2001년 3월 30일)
  - 미소녀 교육 (2001년 4월 2일 ~ 9월 28일)
  - 신·미소녀 일기 (2001년 10월 1일 ~ 2002년 3월 29일)
  - 미소녀 교육 II (2002년 4월 1일 ~ 9월 27일)
  - 미소녀 일기 III (2002년 9월 30일 ~ 2003년 3월 28일)
  - 섹시녀학원 (2003년 3월 31일 ~ 9월 26일)
  - 나가라! 고록키즈 (2003년 9월 29일 ~ 12월 26일)
  - 요로시쿠! 쎈빠이 (2004년 1월 5일 ~ 4월 2일)
  - 후타리고토 (2004년 4월 16일 ~ 10월 1일)
  - 마녀。리카짱의 매지컬 비유덴 (2004년 10월 4일 ~ 12월 24일)
  - 무스메。도큐멘트 2005 (2005년 1월 5일 ~ 4월 1일)
  - 무스메DOKYU! (2005년 4월 4일 ~ 2006년 9월 29일)
  - 우타도키! (2006년 10월 2일 ~ 2008년 3월 28일)
  - 요로센! (2008년 10월 6일 ~ 2009년 3월 27일)
- 하로모니@ (2007년 4월 8일 ~ 2008년 9월 28일, TV 도쿄)
- 미녀방담 (2009년 4월 2일 ~ 2010년 3월 25일, TV 도쿄)
- 모닝구무스메。미국 첫상륙 라이브 (2009년 9월 5일, TV 도쿄)
- 세키구치 히로시의 도쿄 프렌드 파크 II (2009년 9월 17일, TBS)
- 반초능력자 (2010년 1월 15일 ~ 3월 19일, CS 후지 TV TWO, 스페셜 게스트로서 출연)
- J-MELO (2010년 1월 ~ , NHK 월드 텔레비전 · BS 프리미엄, Singer Search 슈퍼바이져로서 부정기 출연)
- 미녀학 (2010년 4월 1일 ~ 2011년 4월 14일, TV 도쿄)
- 모닝구무스메。프랑스 첫 상륙 라이브 (2010년 8월 26일, TV 도쿄)
- 하로프로! TIME (2011년 4월 21일 ~ 2012년 5월 31일, TV 도쿄)
- 코라보TV 모무스메。노래 좋아!! (2011년 5월 6일, BS-TBS, 다카하시 아이, 니이가키 리사, 다나카 레이나, 미츠이 아이카만 출연)
- 코라보TV 모닝구무스메。모두의 3D (2011년 7월 8일, BS-TBS, 니이가키 리사, 미치시게 사유미만 출연)
- 수학♥여자학원 (2012년 1월 11일 ~ 3월 28일, 닛폰 TV계, 미츠이 아이카를 제외한 나머지 11명이 출연)
- GirlsNews~하로프로 (2012년 3월 2일 ~ , 아이돌 전문 채널 Pigoo)
- 하로! SATOYAMA 라이프 (2012년 6월 7일 ~ 2013년 12월 26일, TV 도쿄)
- The Girls Live (2014년 1월 9일 ~ 2019년 3월 25일, TV 도쿄)
- AI・DOL 프로젝트 (2019년 4월 1일 ~ 2020년 3월 30일, TV 도쿄)
- 하로드리 (2020년 4월 6일 ~ , TV 도쿄)
- 한 밤중에 하로! (2022년 1월 13일 ~ 3월 17일, TV 도쿄, 모닝구무스메。본인 역 출연)
- 모닝구무스메。'24 Happy 대작전 (2024년 10월 19일 ~ , Hulu)

### 라디오
- 모닝구무스메。의 부탁해! 모닝콜 → 모닝구무스메。의 슈퍼 모닝 라이더 → 아베 나츠미의 슈퍼 모닝 라이더 (1999년 10월 5일 ~ 2000년 12월 29일, FM 도쿄 사회 : 아베 나츠미)
- 모무스메。다이바! → 풋치모니다이바! → 풋치모니다이바 V3 (1999년 10월 4일 ~ 2001년 9월 26일, FM 도쿄 사회 : 야스다 케이, 이치이 사야카, 고토 마키, 요시자와 히토미)
- 나카자와 유코의 allnightnippon SUPER! (2000년 3월 ~ 2001년 4월, 닛폰 방송 사회 : 나카자와 유코)
- MBS 영타운 토요일 (마이니치 방송)-다카하시 아이, 미치시게 사유미, 이이쿠보 하루나
- 이이다 카오리 오늘밤도 교신중! (2001년 4월 ~ 2003년 3월, 닛폰 방송 사회 : 이이다 카오리)
- 야구치 마리의 allnightnippon SUPER! (2001년 4월 19일 ~ 2003년 3월 27일, 닛폰 방송 사회 : 야구치 마리)
- 에어모니。(2001년 10월 ~ 2003년 3월, 분카 방송 사회 : 아베 나츠미)
- 요시자와 히토미의 allnightnippon SUPER! 스페셜 (2002년 10월 16일 ~ 18일, 닛폰 방송 사회 : 요시자와 히토미)
- 당신이 있으니까, 야구치 마리 (2003년 4월 6일 ~ 2005년 3월 27일, 닛폰 방송 사회 : 야구치 마리)
- 헬로! 프로젝트 라디오 드라마 (닛폰 방송 · 마이니치 방송)
- 모닝구무스메。후지모토 미키의 도키♥미키 Night (2003년 5월 10일 ~ 2007년 5월 28일, CBC 라디오 사회 : 후지모토 미키)[4]
- 하로프로야넨! (2004년 2월 6일 ~ 3월 26일, 2004년 10월 1일 ~ 2008년 9월 22일, ABC 라디오)
- TBC FUN 필드 모렛츠 모대쉬 (2005년 4월 ~ 2007년 10월, TBC 라디오)
- TBC FUN 후루도 모레시모 닷슈 (2005년 4월 1일 ~ 2008년 3월 28일, TBC 라디오)
- 하이퍼 나이트 모닝구무스메。미치시게 사유미의 오늘밤도 ♥ 우사짱 피스 (2006년 10월 5일 ~ 2014년 11월 24일, CBC 라디오 사회 : 미치시게 사유미)
- 모닝구무스메。미츠이 아이카의, 사랑 say hello (2007년 4월 5일 ~ 2008년 9월 18일, e-radio 사회 : 미츠이 아이카)
- GAKI·KAME (2007년 4월 8일 ~ 2008년 9월 27일, FM 후지 사회 : 니이가키 리사, 카메이 에리)
- FIVE STARS (Inter FM)
  - 2007년 10월 3일 ~ 2010년 2월 24일 수요일 DJ 사회 : 다나카 레이나
  - 2008년 7월 7일 ~ 2009년 3월 30일 월요일 DJ 사회 : 아베 나츠미 (OG)
  - 2009년 4월 6일 ~ 2010년 12월 13일 월요일 DJ 사회 : 니이가키 리사, 카메이 에리
  - 2010년 4월 8일 ~ 2011년 9월 29일 목요일 DJ 사회 : 다카하시 아이
- RIHO-DELI (2011년 4월 3일 ~ 2014년 12월 28일, FM 후지 사회 : 사야시 리호)
- Risa's NightHouse (2011년 10월 4일 ~ 2012년 3월 27일, Inter FM 사회 : 니이가키 리사)
- 레이나타임 (2012년 4월 7일 ~ 2013년 6월 22일, RKB 사회 : 다나카 레이나)
- 모닝구무스메。의 모닝 여학원 ~방과후 미팅~ (2012년 4월 7일 ~ , RF라디오닛폰 사회 : 9 · 10 · 11기 멤버)
- 모닝구무스메。의 올나잇 닛폰 R (2012년 7월 28일, 닛폰 방송 미치시게 사유미, 이이쿠보 하루나, 이시다 아유미만 출연)
- 모닝구무스메。이것 저것에서 15주년! (2012년 10월 14일, 마이니치 방송 미치시게 사유미, 다나카 레이나, 후쿠무라 미즈키, 이이쿠보 하루나, 이시다 아유미만 출연)
- 배반 돌려주는 것은 지금이지! 지금의 모닝구무스메。를 들어 주세요! (2013년 9월 9일, 마이니치 방송 미치시게 사유미, 후쿠무라 미즈키, 이이쿠보 하루나, 이시다 아유미만 출연)
- Our Music History ~음악과 우리~ 모닝구무스메。'14 스페셜 (2014년 10월 8일, 마이니치 방송 후쿠무라 미즈키, 사야시 리호, 이이쿠보 하루나, 이시다 아유미만 출연)
- 모닝구무스메。'15 스즈키 카논의 언제든지! 카논 스마일 (2014년 12월 2일 ~ 2016년 5월 24일, CBC 라디오 사회 : 스즈키 카논)
- 모닝구무스메。'15의 올나잇 닛폰 GOLD (2015년 1월 2일, 닛폰 방송)
- 모닝구무스메。'15 12기 일기! (2015년 1월 4일 ~ 2017년 3월 26일, FM 후지 사회 : 12기 멤버)
- 모닝구무스메。'16 마키노 마리아의 마리앙♥LOVE링입니다♥ (2016년 5월 31일 ~ , CBC 라디오 사회 : 마키노 마리아)
- HELLO! DRIVE! -하로드라- (2016년 10월 3일 ~ 2019년 6월, 라디오 네오 사회 : 오가타 하루나, 노나카 미키)
- 모닝구무스메。'17 모닝 다이어리 (2017년 4월 6일 ~ , FM 후지 사회 : 12 · 13 · 14기 멤버)
- marukome 모닝 된장국 마시자! (2017년 7월 1일 ~ , 도쿄 FM)
- 모닝구무스메。'18의 올나잇 닛폰i (2017년 8월 ~ 2018년 6월 20일, 올나잇 닛폰i)
- 모닝구무스메。'20의 MBS 영타운 (2020년 1월 25일, 마이니치 방송 후쿠무라 미즈키, 오다 사쿠라, 하가 아카네, 요코야마 레이나)
- 아인슈타인 회춘 나이트 (2023년 4월 3일 ~ , ABC 라디오 마키노 마리아)

### 콘서트
- 모닝구무스메。· 헤이케 미치요 퍼스트 콘서트「HELLO!」 (1998년 7월 12일 ~ 27일, 3개 도시 5회 공연)
- 모닝구무스메。'99 Memory 청춘의 빛 투어 (1999년 3월 21일 ~ 4월 18일, 7개 도시 19회 공연)
- 모닝구무스메。Summer Event '99 (1999년 7월 24일 ~ 8월 28일, 12개 도시 21회 공연)
- 모닝구무스메。Summer-Autumn Event '99 (1999년 9월 19일 ~ 12월 19일, 10개 도시 19회 공연)
- 모닝구무스메。SPRING CONCERT TOUR 2000 Dancing Love Site (2000년 3월 11일 ~ 5월 21일, 15개 도시 38회 공연)
- 모닝구무스메。Summer Tour 2000 (2000년 7월 22일 ~ 9월 17일, 6개 도시 12회 공연)
- 모닝구무스메。Autumn Tour 2000 (2000년 10월 8일 ~ 12월 17일, 11개 도시 20회 공연)
- 모닝구무스메。CONCERT TOUR 2001 “라이브 레볼루션 봄” (2001년 3월 20일 ~ 4월 15일, 7개 도시 21회 공연)
- 모닝구무스메。CONCERT TOUR 2001 “라이브 레볼루션 여름” (2001년 8월 4일 ~ 9월 30일, 12개 도시 19회 공연)
- 모닝구무스메。CONCERT TOUR 2001 “라이브 레볼루션 가을” (2001년 10월 21일 ~ 11월 25일, 8개 도시 15회 공연)
- 모닝구무스메。CONCERT TOUR 2002 봄 “LOVE IS ALIVE!” (2002년 3월 30일 ~ 4월 28일, 6개 도시 20회 공연)
- 모닝구무스메。CONCERT TOUR 2002 여름 “LOVE IS ALIVE!” (2002년 8월 3일 ~ 9월 23일, 11개 도시 22회 공연)
- 모닝구무스메。CONCERT TOUR 2002 가을 “LOVE IS ALIVE!” (2002년 10월 26일 ~ 11월 30일, 7개 도시 7회 공연)
- 모닝구무스메。CONCERT TOUR 2003 봄 ~NON STOP!~ (2003년 3월 27일 ~ 5월 5일, 7개 도시 20회 공연）
- 모닝구무스메。CONCERT TOUR 2003 ~15명이서 NON STOP!~ (2003년 8월 16일 ~ 10월 5일, 10개 도시 17회 공연)
- 모닝구무스메。CONCERT TOUR 2004 봄 ~The BEST of Japan~ (2004년 4월 3일 ~ 5월 2일, 3개 도시 12회 공연)
- 모닝구무스메。콘서트 투어 2004『The BEST of Japan 여름~가을'04』(2004년 8월 21일 ~ 11월 21일, 12개 도시 37회 공연)
- 모닝구무스메。콘서트 투어 2005 봄 ~제6감 히트 만개!~ (2005년 3월 5일 ~ 5월 7일, 12개 도시 28회 공연)
- 사랑 · 지구박전야제 기념 스페셜 콘서트 모닝구무스메。콘서트 투어 2005 봄 ~제6감 히트 만개!~ (2005년 3월 19일 ~ 21일, 나고야 국제 회의장 센추리 홀 5회 공연)
- 모닝구무스메。콘서트 투어 2005 여름가을「바리바리 교실 ~코하루짱 어서와!~」(2005년 8월 20일 ~ 11월 27일, 20개 도시 37회 공연)
- 모닝구무스메。콘서트 투어 2006 봄 ~레인보우 세븐~ (2006년 2월 25일 ~ 5월 7일, 12개 도시 34회 공연)
- 모닝구무스메。콘서트 투어 2006 가을 ~춤춰라! 모닝 카레~ (2006년 9월 30일 ~ 12월 3일, 11개 도시 29회 공연)
- 모닝구무스메。콘서트 투어 2007 봄 ~SEXY 8 비트~ (2007년 3월 17일 ~ 5월 6일, 10개 도시 26회 공연)
- 모닝구무스메。콘서트 투어 2007 가을 ~본큣! 본큣! BOMB~ (2007년 9월 22일 ~ 11월 25일, 10개 도시 28회 공연)
- 모닝구무스메。콘서트 투어 2008 봄 ~싱글 대전집!!~ (2008년 3월 22일 ~ 5월 18일, 12개 도시 35회 공연)
- 모닝구무스메。콘서트 투어 2008 가을 ~리조난트 LIVE~ (2008년 9월 27일 ~ 11월 30일, 14개 도시 35회 공연)
- 모닝구무스메。콘서트 투어 2009 봄 ~플라티나 9 DISCO~ (2009년 3월 20일 ~ 5월 10일, 13개 도시 37회 공연)
- 모닝구무스메。콘서트 투어 2009 가을 ~나인 스마일~ (2009년 9월 19일 ~ 12월 6일, 17개 도시 42회 공연)
- 모닝구무스메。콘서트 투어 2010 봄 ~피카피카!~ (2010년 3월 19일 ~ 5월 5일, 11개 도시 30회 공연)
- 모닝구무스메。콘서트 투어 2010 가을 ~라이벌 서바이벌~ (2010년 9월 18일 ~ 12월 12일, 13개 도시 29회 공연)
- 모닝구무스메。콘서트 투어 2010 가을 ~라이벌 서바이벌~ 카메이 에리 · 쥰쥰 · 링링 졸업 스페셜 (2010년 12월 15일, 요코하마 아레나)
- 모닝구무스메。콘서트 투어 2011 봄 신창세기 판타지 DX ~9기 멤버를 맞이하며~ (2011년 3월 19일 ~ 5월 15일, 14개 도시 32회 공연 → 2011년 4월 3일 ~ 6월 26일, 12개 도시 29회 공연)[5]
- 모닝구무스메。콘서트 투어 2011 가을 사랑 BELIEVE ~다카하시 아이 졸업기념 스페셜~ (2011년 9월 3일 ~ 30일, 4개 도시 10회 공연)
- 모닝구무스메。콘서트 투어 2012 봄 ~울트라 스마트~ (2012년 2월 18일 ~ 5월 13일, 13개 도시 35회 공연)
- 모닝구무스메。콘서트 투어 2012 봄 ~울트라 스마트~ 니이가키 리사 · 미츠이 아이카 졸업 스페셜 (2012년 5월 18일, 일본 무도관)
  - 전국 13개소의 영화관에서 라이브 뷰잉을 실시
- 모닝구무스메。탄생 15주년 기념 콘서트 투어 2012 가을 ~컬러풀 캐릭터~ (2012년 9월 15일 ~ 12월 15일, 14개 도시 35회 공연)
- 모닝구무스메。콘서트 투어 2013 봄 미치시게☆일레븐 SOUL ~다나카 레이나 졸업기념 스페셜~ (2013년 3월 16일 ~ 5월 12일, 12개 도시 36회 공연)
- 모닝구무스메。콘서트 투어 2013 봄 미치시게☆일레븐 SOUL ~다나카 레이나 졸업기념일~ in 일본 무도관 (2013년 5월 21일, 일본 무도관)
  - 전국 18개소의 영화관에서 라이브 뷰잉을 실시
- 모닝구무스메。콘서트 투어 2013 가을 ~CHANCE!~ (2013년 9월 21일 ~ 11월 28일, 14개 도시 31회 공연)
- 나루치카 2013 가을 모닝구무스메。(2013년 12월 7일 ~ 15일, 4개 도시 8회 공연)
- 모닝구무스메。'14 콘서트 투어 봄 ~에볼루션~ (2014년 3월 15일 ~ 5월 31일, 16개 도시 34회 공연)
- 나루치카 모닝구무스메。'14 (2014년 5월 13일 ~ 14일 · 9월 7일 · 11월 13일, 4개 도시 5회 공연)
- 모닝구무스메。'14 콘서트 투어 가을 GIVE ME MORE LOVE ~미치시게 사유미 졸업기념 스페셜~ (2014년 9월 20일 ~ 11월 26일, 13개 도시 28회 공연)
  - 마지막 날은 국내 33곳, 해외 3곳의 극장에서 라이브 뷰잉 또는 BS 스카이에서 완전 생중계
- 모닝구무스메。'15 콘서트 투어 봄 ~GRADATION~ (2015년 3월 14일 ~ 5월 27일, 15개 도시 33회 공연)
- 모닝구무스메。'15 콘서트 투어 가을 ~PRISM~ (2015년 9월 19일 ~ 12월 8일, 17개 도시 35회 공연)
  - 마지막 날은 국내 25곳, 해외 3곳의 극장에서 라이브 뷰잉을 실시
- 모닝구무스메。'16 콘서트 투어 봄 ~EMOTION IN MOTION~ (2016년 3월 12일 ~ 5월 28일, 17개 도시 36회 공연)
- 모닝구무스메。'16 콘서트 투어 봄 ~EMOTION IN MOTION~ 스즈키 카논 졸업 스페셜 (2016년 5월 31일, 일본 무도관)
  - 국내 24곳, 해외 3곳의 극장에서 라이브 뷰잉 또는 BS 스카이에서 완전 생중계
- 나루치카 모닝구무스메。'16 (2016년 8월 12일 ~ 14일, 3개 도시 6회 공연)
- 모닝구무스메。'16 콘서트 투어 가을 ~MY VISION~ (2016년 9월 24일 ~ 12월 12일, 17개 도시 30회 공연 / 삿포로 공연은 2017년 1월 22일에 정기)
  - 마지막 날은 국내 29곳, 해외 2곳의 극장에서 라이브 뷰잉 또는 BS 스카이에서 완전 생중계
- 모닝구무스메。'17 콘서트 투어 봄 ~THE INSPIRATION!~ (2017년 3월 18일 ~ 6월 23일, 16개 도시 30회 공연 / 오카야마 공연은 8월 13일에 정기)
- 나루치카 모닝구무스메。'17 (2017년 8월 15일 ~ 17일, 3개 도시 6회 공연)
- 모닝구무스메。탄생 20주년 기념 콘서트 투어 2017 가을 ~We are MORNING MUSUME。~ (2017년 9월 23일 ~ 12월 3일, 18개 도시 34회 공연)
- 모닝구무스메。탄생 20주년 기념 콘서트 투어 2017 가을 ~We are MORNING MUSUME。~ 쿠도 하루카 졸업 스페셜 (2017년 12월 11일, 일본 무도관)
  - 국내 34곳, 해외 2곳의 극장에서 라이브 뷰잉 또는 BS 스카이에서 완전 생중계
- 모닝구무스메。탄생 20주년 기념 콘서트 투어 2018 봄 ~We are MORNING MUSUME。~ (2018년 3월 17일 ~ 5월 27일, 17개 도시 38회 공연)
- 모닝구무스메。탄생 20주년 기념 콘서트 투어 2018 봄 ~We are MORNING MUSUME。~ 파이널 (2018년 6월 19일, 일본 무도관)
- 모닝구무스메。탄생 20주년 기념 콘서트 투어 2018 봄 ~We are MORNING MUSUME。~ 파이널 오가타 하루나 졸업 스페셜 (2018년 6월 20일, 일본 무도관)
  - 국내 33곳, 해외 2곳의 극장에서 라이브 뷰잉 또는 BS 스카이에서 완전 생중계
- 모닝구무스메。'18 콘서트 투어 가을 ~GET SET, GO!~ (2018년 9월 22일 ~ 12월 9일, 12개 도시 26회 공연)
- 모닝구무스메。'18 콘서트 투어 가을 ~GET SET, GO!~ 파이널 (2018년 12월 15일, 일본 무도관)
- 모닝구무스메。'18 콘서트 투어 가을 ~GET SET, GO!~ 파이널 이이쿠보 하루나 졸업 스페셜 (2018년 12월 16일, 일본 무도관)
  - 국내 33곳, 해외 2곳의 극장에서 라이브 뷰잉 또는 BS 스카이에서 완전 생중계
- 모닝구무스메。'19 콘서트 투어 봄 ~BEST WISHES!~ (2019년 3월 16일 ~ 5월 26일, 15개 도시 32회 공연)
- 모닝구무스메。'19 콘서트 투어 봄 ~BEST WISHES!~ 파이널 (2019년 6월 4일 ~ 5일, 일본 무도관 2회 공연)
  - 마지막 날은 국내 23곳의 극장에서 라이브 뷰잉을 실시 또는 히카리 TV에서 완전 생중계
- 모닝구무스메。'19 콘서트 투어 가을 ~KOKORO & KARADA~ (2019년 9월 21일 ~ 11월 30일, 19개 도시 38회 공연 / 삿포로 공연은 12월 8일에 정기)
- 모닝구무스메。'19 ~KOKORO & KARADA~ at 신주쿠 ReNY (2019년 12월 1일, 신주쿠 ReNY 2회 공연)
- 모닝구무스메。'19 콘서트 투어 가을 ~KOKORO & KARADA~ 파이널 (2019년 12월 5일, 일본 무도관)
  - 마지막 날은 국내 25곳의 극장에서 라이브 뷰잉을 실시
- 모닝구무스메。'20 콘서트 투어 봄 ~MOMM~ (뮤직 오브 마이 마인드) (공연 중지)[6][7][8][9][10][11]
- 모닝구무스메。'21 콘서트 Teenage Solution ~사토 마사키 졸업 스페셜~ (2021년 12월 13일, 일본 무도관)
  - 전국 47도도부현, 해외 2곳의 극장에서 라이브 뷰잉을 실시 또는 히카리 TV에서 완전 생중계
- Hello! Project 2022 Spring CITY CIRCUIT 모닝구무스메。'22 CONCERT TOUR ~Never Been Better!~ (2022년 3월 19일 ~ 5월 28일, 12개 도시 20회 공연)[12]
- 모닝구무스메。'22 CONCERT TOUR ~Never Been Better!~ 모리토 치사키 졸업 스페셜 (2022년 6월 20일, 일본 무도관)
  - 전국 47도도부현의 극장에서 라이브 뷰잉을 실시 또는 CS 테레비아사히 1과 스카파! 온디맨드에서 완전 생중계
- Hello! Project 2022 Summer CITY CIRCUIT 모닝구무스메。'22 CONCERT TOUR ~Never Been Better! Encore~ (2022년 7월 10일 ~ 8월 28일, 5개 도시 6회 공연)[13]
- Hello! Project 2022 Autumn CITY CIRCUIT 모닝구무스메 。'22 25th ANNIVERSARY CONCERT TOUR ~SINGIN' TO THE BEAT~ (2022년 9월 24일 ~ 11월 27일, 15개 도시 20회 공연)
- 모닝구무스메。'22 25th ANNIVERSARY CONCERT TOUR ~SINGIN' TO THE BEAT~ 카가 카에데 졸업 스페셜 (2022년 12월 10일, 일본 무도관)
  - 전국 47도도부현의 극장에서 라이브 뷰잉을 실시 또는 CS 테레비아사히 1에서 완전 생중계
- Hello! Project 2023 Spring CITY CIRCUIT 모닝구무스메 。'23 25th ANNIVERSARY CONCERT TOUR ~glad quarter-century~ (2023년 3월 19일 ~ 7월 8일, 15개 도시 21회 공연)[14]
- 안녕 나카노 선플라자 음악제 (2023년 6월 11일, 나카노 선플라자)
- 모닝구무스메。'23 25th ANNIVERSARY CONCERT TOUR ～glad quarter-century～ at 일본 무도관 (2023년 6월 26일, 일본 무도관)
  - 전국 47도도부현의 극장에서 라이브 뷰잉을 실시 또는 TBS 채널 1에서 완전 생중계
- Hello! Project 2023 Summer CITY CIRCUIT 모닝구무스메。'23 25th ANNIVERSARY CONCERT TOUR ~glad quarter-century~ encore (2022년 7월 15일 ~ 9월 3일, 7개 도시 8회 공연)
- 모닝구무스메。'23 콘서트 투어 가을「Neverending Shine Show」(2023년 9월 16일 ~ 11월 25일, 13개 도시 27회 공연)
- 모닝구무스메。'23 콘서트 투어 가을「Neverending Shine Show」SPECIAL (2023년 11월 28일, 요코하마 아레나)
  - 전국 47도도부현의 극장과 해외 2곳에서 라이브 뷰잉을 실시
- 모닝구무스메。'23 콘서트 투어 가을「Neverending Shine Show ~성역~」후쿠무라 미즈키 졸업 스페셜 (2023년 11월 29일, 요코하마 아레나)
  - 전국 47도도부현의 극장과 해외 2곳에서 라이브 뷰잉을 실시 또는 CS 테레비아사히 1에서 완전 생중계
- 모닝구무스메。'24 콘서트 투어 봄 MOTTO MORNING MUSUME。(2024년 3월 16일 ~ 5월 19일, 13개 도시 31회 공연)
- 모닝구무스메。'24 콘서트 투어 봄 MOTTO MORNING MUSUME。FINAL (2024년 5월 27일, 일본 무도관)
  - 전국 47도도부현의 극장에서 라이브 뷰잉을 실시 또는 Hulu에서 완전 생중계
- 모닝구무스메。'24 콘서트 투어 가을 WE CAN DANCE ! (2024년 9월 14일 ~ 11월 25일, 15개 도시 34회 공연)
- 모닝구무스메。'24 콘서트 투어 WE CAN DANCE ! ~Blå Eld~ 이시다 아유미 FINAL (2024년 12월 6일, 요코하마 아레나)
  - 전국 47도도부현의 극장과 해외 1곳에서 라이브 뷰잉을 실시 또는 Hulu에서 완전 생중계
- 모닝구무스메。'25 콘서트 투어 봄 ~Mighty Magic~ (2025년 3월 15일 ~ 6월 7일, 12개 도시 34회 공연)
- 모닝구무스메。'25 콘서트 2025 - memory lane - (2025년 6월 21일, 카와구치코 스텔라 시어터 2회 공연)
- 모닝구무스메。'25 콘서트 투어 봄 ~Mighty Magic~ DX 이쿠타 에리나를 배웅해 (2025년 7월 8일, 일본 무도관)
  - 전국 47도도부현의 극장과 해외 1곳에서 라이브 뷰잉을 실시 또는 Hulu에서 완전 생중계
- 모닝구무스메 。'25 콘서트 투어 가을 ~Movin' Forward~ (2025년 9월 13일 ~ 11월 22일, 15개 도시 33회 공연)

### 디너쇼
- Hello! Project 20th Anniversary!! 모닝구무스메。'19 디너쇼「Happy Night」(2019년 2월 17일, 1개 도시 2회 공연)
- 모닝구무스메。'20 디너쇼「Happy Night」(공연 중지)[15][8]

### 해외 공연
- 대만
  - 早安少女組。演唱會 2008 Concert Tour in Taiwan (Morning Musume。2008 Concert Tour in Taiwan)
    - 2008년 5월 24일, 타이베이 세계무역센터 남항 전시홀 4F 에리어 M (19:00)

  - Morning Musume。'16 Live Concert in Taipei
    - 2016년 10월 16일, 타이베이 ATT SHOW BOX (18:00)

  - Morning Musume。'19 Overseas Fanmeeting in Taipei
    - 2019년 6월 9일, 타이베이 대학 음악관

  - Morning Musume。'25 Live Concert in Taipei
    - 2025년 9월 29일, 타이베이 ZEPP NEW TAIPEI

- 한국
  - 모닝구무스메。10th Anniversary Live Tour IN KOREA 2008
    - 2008년 6월 1일, 서울 잠실 올림픽 공원 올림픽홀 (13:00/17:00)

  - 아시아 뮤직 네트워크 빅 콘서트
    - 2016년 10월 6일, 서울 상암 MBC 특설회장
    - 스페셜 게스트로서 출연.

- 중국
  - 「放歌世博」早安少女組。上海独唱会
    - 2008년 6월 28일, 상하이 그랜드 스테이지 (19:00)
    - 「放歌世博 (방가세박)」은 2010 상하이 엑스포를 향한 2008년 2월부터의 PR · 문화 교류 이벤트이며, 일본으로부터 첫 출연.

  - 2010 上海万博 (상하이만박)
    - 2010년 5월 10일, 상하이
    - 일본 대표로 해 출연.

  - 早安少女组。’25 上海演唱会 心跳加速！早安次元突破 BPM180の未来疾走～
    - 2025년 9월 27일, 상하이 上海静安体育中心

- 미국
  - Anime Expo 2009
    - 2009년 7월 3일, 로스앤젤레스
    - 스페셜 게스트로서 출연.

  - Morning Musume。'14 Live Concert in New York
    - 2014년 10월 5일, 뉴욕 베스트 바이 시어터 (16:00)

  - Anime Matsuri
    - 2016년 2월 27일, 휴스턴
    - 스페셜 게스트로서 출연.

  - Anisong World Matsuri at Anime NYC 2018
    - 2018년 11월 17일, 뉴욕 Hammstein BallRoom
    - 스페셜 게스트로서 출연.

- 프랑스
  - Japan Expo 2010
    - 2010년 7월 1일 ~ 4일, 파리
    - 음악 주빈으로서 출연.

- 홍콩
  - Morning Musume。'17 Live Concert in Hong Kong
    - 2017년 6월 25일, 홍콩 KITEC-Star Hall

  - MORNING MUSUME。’19 Fan Meeting in Hong Kong
    - 2019년 6월 8일, 홍콩 Kitec-Rotunda 3

- 멕시코
  - Morning Musume。'18 Fall Concert Tour ~GET SET, GO!~ in Mexico City
    - 2018년 11월 10일, 멕시코 EL PLAZA CONDESA

### 게스트 출연
- 샤란Q 결성 20주년 기념 프로젝트「감사! 하다치의 샤란Q 모두 축하다! 일본 무도관 페스티벌 ~길어~」(2008년 12월 6일, 일본 무도관)
- 제43회「NHK 복지오즈모」(2010년 2월 11일, 료고쿠 국기관)
- 봄 컬렉션 ~White Day 스페셜~ (2010년 3월 14일, 도쿄 돔 시티 프리즘 홀, BS-TBS 주최)
- 상하이 국제 박람회 (2010년 5월 10일, 상하이 국제 박람회 생명 햇빛관)
- 용기의 날개 2011 (2011년 11월 25일, 토렛사 요코하마)
- 드림 모닝구무스메。스페셜 LIVE 2012 일본 무도관 ~제1장 종막「용사들, 집합하라」~ (2012년 3월 10일, 일본 무도관)
- Girls Award 2012 SPRING/SUMMER (2012년 5월 26일, 국립 요요기 경기장 제일 체육관)
- 용기의 날개 2012 (2012년 11월 23일, 토렛사 요코하마)
- Hello! Project 연수생 발표회 2024 6월「릴리」(2024년 6월 9일 · 16일, Zepp Namba · Divercity)

### 뮤지컬
- 《LOVE 센츄리 ～夢はみなけりゃ始まらない～》(2001년 5월 3일 ~ 27일, 37회 공연)
- 《모닝타운》(2002년 5월 24일 ~ 6월 24일, 41회 공연)
- 《에도 아이 주신구라》(2003년 5월 31일 ~ 6월 29일, 26회 공연)
- 《HELP!! 뜨거운 식힌다》(2004년 5월 29일 ~ 6월 13일, 20회 공연)
- 《리본의 기사 더 뮤지컬》(2006년 8월 1일 ~ 27일, 40회 공연)
- 《신데렐라 the 뮤지컬》(2008년 8월 6일 ~ 25일, 34회 공연)
- 《리본 ~생명의 오디션~》(2011년 10월 8일 ~ 17일, 17회 공연) - 니이가키 리사, 다나카 레이나, 9기 멤버 4명, 쿠도 하루카의 7명이 출연.
- 연극여자부 뮤지컬《LILIUM 리리움 소녀 순결 가극》(2014년 6월 7일 ~ 21일, 8회 공연) - 9기 멤버 3명, 10기 멤버 3명, 오다 사쿠라의 7명이 출연.
- 연극여자부 뮤지컬《TRIANGLE -트라이앵글-》(2015년 6월 18일 ~ 28일, 16회 공연) - 9기 멤버 2명, 10기 멤버 3명, 오다 사쿠라, 12기 멤버의 10명이 출연.

### 무대
- BS-TBS 개국 10주년 기획《패셔너블》(2010년 6월 11일 ~ 27일, 21회 공연)
- 《스테이시즈 소녀재살가극》(2012년 6월 6일 ~ 12일, 28회 공연) - 다나카 레이나, 9기 멤버 4명, 10기 멤버 4명의 9명이 출연.
- 어른의 보리차×게키하로《공학 유우라》(2013년 6월 12일 ~ 23일, 13회 공연)
- 연극여자부 공연《속 · 11명 있어 동의 지평 · 서의 영원》(2016년 6월 11일 ~ 26일, 20회 공연)
- 연극여자부《파라오의 무덤》(2017년 6월 2일 ~ 11일, 16회 공연)
- 연극여자부《파라오의 무덤 ~뱀왕 스네플~》(2018년 6월 1일 ~ 17일, 20회 공연) - 오가타 하루나를 제외한 12명이 출연.

### 영화
- 《모닝구 형사。안아줘 HOLD ON ME!》(1998년 개봉, 도에이)
- 《핀치 러너》(2000년 개봉, 도에이)
- 《강아지 단 이야기》(2002년 개봉, 도에이)
- 《극장판 방가방가 햄토리 - 햄햄햄! 환상의 프린세스》(2002년 개봉, 도호) - 모하무즈로서 출연.
- 《휴대폰 형사 THE MOVIE3 - 모닝구무스메。구출 대작전! ~판도라의 상자의 비밀~》(2011년 개봉, BS-TBS)

### 이벤트
- 헬로! 프로젝트 스포츠 페스티벌
- 모닝구무스메。 “뜨거운 지구를 식힌다” 문화제
- 헬로! 프로젝트☆페스티벌 2011
- BS-TBS 서머파티 2012 스테이시즈 소녀재살가극 대감사제 (2012년 8월 21일, 아카사카 BLITZ)
- Forest For Rest SATOYAMA에 행하여 SATOYAMA movement in YOKOHAMA (2013년 3월 2일 ~ 3일, 파시피코 요코하마 전시 홀 C)
- BS-TBS 서머파티 2013 공학 유우라 동창회 (2013년 8월 22일, 아카사카 BLITZ)
- Forest For Rest ~사토야마 · 사토우미, SATOYAMA & SATOUMI with 용기의 날개 (2013년 11월 22일 ~ 24일, 몰에이지 쇼부 1F 폭포의 외투 외)
- Forest For Rest, SATOYAMA & SATOUMI에 행하여! 2014~ (2014년 3월 29일 ~ 30일, 파시피코 요코하마 전시 홀 D)
- Forest For Rest ~사토야마 · 사토우미, SATOYAMA & SATOUMI with 용기의 날개 2014 수확제 (2014년 11월 22일 ~ 24일, 라라포트 TOKYO-BAY)
- 놀다. 살다. 키운다. SATOYAMA & SATOUMI에 행하여 2015 (2015년 3월 28일 ~ 29일, 파시피코 요코하마 전시 홀 D)
- 놀다. 살다. 키운다. SATOYAMA & SATOUMI에 행하여 2015 with 용기의 날개 가을페스 (2015년 11월 21일 ~ 23일, 모라쥬쇼부)
- 놀다. 살다. 키운다. SATOYAMA & SATOUMI에 행하여 2016 (2016년 3월 19일 ~ 20일, 파시피코 요코하마 전시 홀 D)
- 놀다. 살다. 키운다. SATOYAMA & SATOUMI movement 가을 캠프 IN 이스미 (2016년 10월 10일, 지바 현 이스미 시 미사키 만남회관 · 문화센터, 미사키 공민관)
- 놀다. 살다. 키운다. SATOYAMA & SATOUMI에 행하여 2017 (2017년 3월 25일 ~ 26일, 마쿠하리 멧세)
- 놀다. 살다. 키운다. SATOYAMA & SATOUMI에 행하여 2017 가을 in 오다와라 (2017년 10월 9일, 오다와라 아레나)
- 놀다. 살다. 키운다. SATOYAMA & SATOUMI에 행하여 2018 (2018년 3월 31일 ~ 4월 1일, 파시피코 요코하마 전시 홀 D)
- SATOYAMA & SATOUMI with 냥쟈네 in 쿠마타니 (2018년 10월 20일 ~ 21일, 아야노쿠니 쿠마가야 돔)
- 놀다. 살다. 키운다. SATOYAMA & SATOUMI에 행하여 2019 (2019년 3월 30일 ~ 31일, 마쿠하리 멧세)

### 게임
- 스페이스 비너스 (PS2, 2001년 1월 11일)
- 천공의 레스토랑 Hello!Project Ver. (PS, 2001년 3월 1일)
- 릴리펏 왕국 ~리리모니와 함께 프니!~ (GBA, 2004년 2월 12일)

### 파칭코
- CRA 모닝구무스메。(2008년 7월, 비스티)

### 파치슬로
- 모닝구무스메。(2007년 6월, 비스티)

### WEB
- 모닝구무스메。인터뷰 못테코 서점 (2010년 11월 25일, 못테코 서점)
- 모닝구무스메。의 올나잇 닛폰 모바일 (2011년 1월 19일 ~ , 매주 수요일 날 착신, 닛폰 방송 모바일 1242)
  - 2011년 1월 19일 ~ 2012년 5월 16일 : 니이가키 리사가 메인 명사를 맡아 다른 멤버에서 1명이 회의가 바뀌는 시기로 출연.
  - 2012년 5월 30일 ~ 2013년 4월 3일 : 이이쿠보 하루나가 메인 명사를 맡아 9, 10, 11기 멤버에서 2명이 회의가 바뀌는 시기로 출연.
  - 2013년 4월 10일 : 후쿠무라, 이쿠타, 이이쿠보, 이시다부터 2명이 회의가 바뀌는 시기로 출연.
- 유스트리무스메 (2011년 4월 13일 ~ 7월 20일, Ustream)
- 모닝구무스메。9기 10기 멤버 Web 토크「진심 DE 비도!」(2012년 1월 12일 ~ 2013년 5월 16일, 매주 목요일 배포)

### 애플리케이션
- morphing무스메。(BS-TBS, 무료판 : 2010년 12월 11일, 유료판 : 2010년 12월 17일)
- 모베키마스 고백 주간 by 헬로! 프로젝트 (GREE, 2011년 11월 15일)
- 모닝구무스메。스톱 워치 (닛폰 방송, 2012년 2월 1일)

## 서적

### 사진집
- 「モーニング娘。」(1998년 4월 27일)
- 「モーニング娘。2集」(1999년 9월 25일)
- 「Hamilton Island」モーニング娘。写真集 (2000년 12월)
- 「THE LOVE CENTURY」モーニング娘。ドキュメント写真集 (2001년 5월)
- 「Chain! Chain! Chain! Morning Musume。」(2002년 3월)
- 「モーニング娘。ゴナゴトPHOTO BOOK」(2002년 3월 28일)
- 「辻 加護」辻希美・加護亜依写真集 (2002년 5월 23일)
- 「モーニング・タウン」モーニング娘。ミュージカル写真集 (2002년 8월 1일)
- 「モーニング娘。5期メンバー写真集」(2002년 8월 13일)
- 「モーニング娘。Best shot!!」(2002년 10월)
- 「ライブ・ドキュメント速報 モーニング娘。」(2003년 5월 9일)
- 「モーニング娘。5周年記念メモリアルPHOTO BOOK」(2003년 5월 25일)
- 「ハロハロ! モーニング娘。6期メンバー写真集」亀井絵里・道重さゆみ・田中れいな1st写真集 (2003년 7월 16일)
- 「モーニング娘。in Hello! Project 2003夏」(2003년 9월 30일)
- 「アロハロ! モーニング娘。さくら組&おとめ組写真集」(2003년 10월 27일)
- 「エーゲ海」相田翔子&飯田圭織写真集 (2004년 1월 28일)
- 「アドベンチャー」モーニング娘。さくら組・おとめ組写真集 (2004년 2월 10일)
- 「モーニング娘。in Hello! project 2004 Winter」(2004년 3월 13일)
- 「モーニング娘。in Hello! project 2004 summer」(2004년 9월 28일)
- 「アロハロ! モーニング娘。写真集」(2004년 11월 17일)
- 「モーニングチャンネル デジフォトヒストリー 2001~2005」(2005년 7월 26일)
- 「モーニング娘。in Hello! Project 2005夏の歌謡ショー〜'05 セレクション!コレクション!〜」(2005년 9월 22일)
- 「モーニング娘。に教わるふつうカワイイ免許皆伝」モーニング娘。巻物写真集 (2006년 2월 24일)
- 「モーニング娘。in Hello! project 2006 Winter」(2006년 4월 14일)
- 「モーニング娘。in Hello! project 2006 Summer ワンダフルハーツランド」(2006년 9월 21일)
- 「ライブ写真集『2007春 〜SEXY 8 ビート〜』」(2007년 6월 27일)
- 「アロハロ! モーニング娘。写真集2010」(2010년 6월 9일)
- 「ハロハロ! 〜Memories〜モーニング娘。亀井絵里・道重さゆみ・田中れいな写真集」亀井絵里・道重さゆみ・田中れいな2nd写真集 (2010년 11월 12일)
- 「モーニング娘。ライブ写真集「ライバル サバイバル」〜亀井絵里・ジュンジュン・リンリン卒業スペシャル〜」(2011년 2월 27일)
- 「モーニング娘。ライブ写真集「新創世記ファンタジーDX〜9期メンを迎えて〜」」(2011년 8월 9일)
- 「モーニング娘。in ハワイ 写真集「アロハロ! モーニング娘。2011」」(2011년 9월 28일)
- 「モーニング娘。ライブ写真集「〜高橋愛 卒業記念スペシャル〜モーニング娘。ライブ写真集―コンサートツアー2011秋 愛BELIEVE」」(2011년 12월 26일)
- 「モーニング娘。コンサートツアー2012春～ウルトラスマート～ライブ写真集」(2012년 8월 22일)
- 「モーニング娘。9・10期 1st official Photo Book」(2012년 9월 10일)
- 「アロハロ! モーニング娘。2012」(2012년 11월 16일)
- 「アロハロ! モーニング娘。9期写真集」(2012년 12월 16일)
- 「アロハロ! モーニング娘。10期写真集」(2013년 1월 16일)
- 「モーニング娘。ライブ写真集2012秋「カラフルキャラクター」」(2013년 2월 12일)
- 「モーニング娘。コンサートツアー2013春ミチシゲ☆イレブンSOUL～田中れいな卒業記念スペシャル～ in 日本武道館～」ライブ写真集 (2013년 8월 10일)
- 「モーニング娘。天気組BOOK」(2013년 12월 1일)
- 「モーニング娘。'14写真集「ミチシゲカメラ'13-'14」」(2014년 5월 30일)
- 「アロハロ! モーニング娘。'14写真集」(2014년 12월 15일)
- 「モーニング娘。'14写真集「ミチシゲカメラ2～'14graduation～」」(2015년 2월 25일)
- 「モーニング娘。'15コンサートツアー秋～PRISM～日本武道館LIVEミニ写真集」(2016년 1월 30일)
- 「モーニング娘。12期オフィシャルブック」(2016년 12월 12일)
- 「モーニング娘。'17誌上ドラマ『拝啓、ハル先輩！～東麻布高校白書～』」(2017년 12월 11일)
- 「モーニング娘。20周年記念オフィシャルブック」(2018년 6월 19일)
- 「モーニング娘。15期 OFFICIALBOOK 2019-2021」(2021년 7월 9일)
- 「モーニング娘。9・10期 10th AnniversaryBOOK」(2022년 4월 27일)

### 솔로 사진집
- 「ナッチ」아베 나츠미 1st 사진집 (1999년 12월)
- 「Rika Ishikawa」 이시카와 리카 1st 사진집 (2001년 8월 2일)
- 「Feather」나카자와 유코 1st 사진집 (OG) (2001년 8월 24일)
- 「よっすぃー。」요시자와 히토미 1st 사진집 (2001년 10월 6일)
- 「なつみ」아베 나츠미 2nd 사진집 (2001년 11월 1일)
- 「後藤真希」고토 마키 1st 사진집 (2001년 11월 6일)
- 「self」이치이 사야카 1st 사진집 (OG) (2002년 1월 17일)
- 「ヤグチ」야구치 마리 1st 사진집 (2002년 2월 7일)
- 「Kei」야스다 케이 1st 사진집 (2002년 3월 2일)
- 「かおりKAORI圭織。」이이다 카오리 1st 사진집 (2002년 5월 1일)
- 「石川♥梨華」이시카와 리카 2nd 사진집 (2002년 6월 22일)
- 「私が思う、こんな女」나카자와 유코 2nd 사진집 (OG) (2002년 12월 9일)
- 「高橋愛」다카하시 아이 1st 사진집 (2002년 12월 25일)
- 「maki」고토 마키 2nd 사진집 (OG) (2003년 3월 21일)
- 「アロハロ! 藤本美貴写真集」후지모토 미키 1st 사진집 (2003년 4월 21일)
- 「more maki」고토 마키 3rd 사진집 (OG) (2003년 6월 15일)
- 「ラブハロ! 矢口真里写真集」야구치 마리 2nd 사진집 (2003년 7월 2일)
- 「のの♥」쯔지 노조미 1st 사진집 (2003년 11월 10일)
- 「KAGO ai」카고 아이 1st 사진집 (2003년 11월 25일)
- 「アロハロ! 高橋愛写真集」다카하시 아이 2nd 사진집 (2003년 12월 17일)
- 「I」이시카와 리카 3rd 사진집 (2003년 12월 24일)
- 「Mikitty」후지모토 미키 2nd 사진집 (2004년 1월 25일)
- 「出逢い」아베 나츠미 3rd 사진집 (OG) (2004년 2월 24일)
- 「8teen」요시자와 히토미 2nd 사진집 (2004년 3월 20일)
- 「PRISM」고토 마키 4th 사진집 (OG) (2004년 4월 25일)
- 「陽光（ひかり）」아베 나츠미 포토 & 에세이 (OG) (2004년 5월 21일)
- 「わたあめ」다카하시 아이 3rd 사진집 (2004년 5월 27일)
- 「OFF」야구치 마리 3rd 사진집 (2004년 6월 12일)
- 「アロハロ! 後藤真希写真集」고토 마키 5th 사진집 (OG) (2004년 7월 23일)
- 「ASAMI KONNO」콘노 아사미 1st 사진집 (2004년 8월 25일)
- 「新垣里沙」니이가키 리사 1st 사진집 (2004년 10월 7일)
- 「道重さゆみ」미치시게 사유미 1st 사진집 (2004년 10월 30일)
- 「田中れいな」다나카 레이나 1st 사진집 (2004년 11월 11일)
- 「華美 hana-bi」이시카와 리카 4th 사진집 (2004년 12월 10일)
- 「亀井絵里」카메이 에리 1st 사진집 (2004년 12월 23일)
- 「小川麻琴」오가와 마코토 1st 사진집 (2005년 2월 22일)
- 「リアル226」후지모토 미키 3rd 사진집 (2005년 2월 26일)
- 「Dear…」고토 마키 6th 사진집 (OG) (2005년 4월 27일)
- 「Fu（ふう）」아베 나츠미 4th 사진집 (OG) (2005년 5월 26일)
- 「愛ごころ」다카하시 아이 4th 사진집 (2005년 6월 25일)
- 「石川梨華 幸せのあしあと ハッピー! 完全限定版」모닝구무스메。이시카와 리카 졸업 포토BOOK (OG) (2005년 7월 1일)
- 「なつふく」콘노 아사미 2nd 사진집 (2005년 8월 10일)
- 「DAYS」카메이 에리 2nd 사진집 (2005년 9월 16일)
- 「れいな」다나카 레이나 2nd 사진집 (2005년 10월 15일)
- 「アロハロ! 安倍なつみ写真集」아베 나츠미 5th 사진집 (OG) (2005년 11월 2일)
- 「エンジェルズ」이시카와 리카 & 미치시게 사유미 사진집 (2005년 11월 16일)
- 「cheri（シェリー）」후지모토 미키 4th 사진집 (2005년 12월 17일)
- 「19」다카하시 아이 5th 사진집 (2006년 1월 27일)
- 「久住小春」쿠스미 코하루 1st 사진집 (2006년 3월 24일)
- 「アロハロ! 紺野あさ美写真集」콘노 아사미 3rd 사진집 (2006년 3월 31일)
- 「少女R」다나카 레이나 3rd 사진집 (2006년 5월 10일)
- 「17才」카메이 에리 3rd 사진집 (2006년 5월 26일)
- 「ecru（エクリュ）」아베 나츠미 6th 사진집 (OG) (2006년 6월 9일)
- 「あま夏」니이가키 리사 2nd 사진집 (2006년 6월 25일)
- 「See you again」콘노 아사미 4th 사진집 (2006년 7월 10일)
- 「FOXY FUNGO」고토 마키 7th 사진집 (OG) (2006년 8월 21일)
- 「夏ノ詩（なつのうた）」오가와 마코토 2nd 사진집 (OG) (2006년 8월 28일)
- 「Sweet Days」콘노 아사미 사진집 전집 (OG) (2006년 9월 12일)
- 「ai」다카하시 아이 사진집 전집 (2006년 10월 28일)
- 「のんの19」쯔지 노조미 2nd 사진집 (OG) (2006년 11월 18일)
- 「COEUR」후지모토 미키 5th 사진집 (2006년 11월 27일)
- 「Oui,mon amour」이시카와 리카 5th 사진집 (OG) (2006년 12월 16일)
- 「憧憬」미치시게 사유미 2nd 사진집 (2007년 1월 15일)
- 「アロハロ! 田中れいな写真集」다나카 레이나 4th 사진집 (2007년 2월 1일)
- 「ラブハロ! 亀井絵里写真集 in プーケット」카메이 에리 4th 사진집 (2007년 2월 28일)
- 「ラブハロ! 高橋愛写真集 in プーケット」다카하시 아이 6th 사진집 (2007년 3월 14일)
- 「sCene.」아베 나츠미 7th 사진집 (OG) (2007년 3월 26일)
- 「一瞬」니이가키 리사 3rd 사진집 (2007년 5월 28일)
- 「17 〜ラブハロ!道重さゆみ写真集〜」미치시게 사유미 3rd 사진집 (2007년 6월 29일)
- 「アビュー」이시카와 리카 6th 사진집 (OG) (2007년 8월 22일)
- 「POP」쿠스미 코하루 2nd 사진집 (2007년 9월 20일)
- 「GIRL」다나카 레이나 5th 사진집 (2007년 9월 27일)
- 「MAPLE」카메이 에리 5th 사진집 (2007년 10월 11일)
- 「水」다카하시 아이 7th 사진집 (2007년 10월 26일)
- 「Cam on」아베 나츠미 8th 사진집 (OG) (2007년 11월 25일)
- 「蒼蒼〜そうそう〜」미치시게 사유미 4th 사진집 (2007년 12월 15일)
- 「風華」이시카와 리카 7th 사진집 (OG) (2008년 2월 20일)
- 「Re:（リターン）」다나카 레이나 사진집 전집 (2008년 2월 27일)
- 「ERI」카메이 에리 사진집 전집 (2008년 4월 3일)
- 「Happy girl」니이가키 리사 4th 사진집 (2008년 4월 25일)
- 「もうひとつの愛」다카하시 아이 8th 사진집 (2008년 5월 24일)
- 「小春日記。」쿠스미 코하루 3rd 사진집 (2008년 7월 24일)
- 「End of Summer」아베 나츠미 9th 사진집 (OG) (2008년 8월 27일)
- 「LOVE LETTER」미치시게 사유미 5th 사진집 (2008년 9월 26일)
- 「Very Reina」다나카 레이나 6th 사진집 (2008년 10월 24일)
- 「20 はたち」카메이 에리 6th 사진집 (2008년 12월 23일)
- 「華恋」이시카와 리카 8th 사진집 (OG) (2009년 1월 19일)
- 「私」다카하시 아이 9th 사진집 (2009년 5월 23일)
- 「20歳7月13日」미치시게 사유미 6th 사진집 (2009년 7월 13일)
- 「Sugar Doll」쿠스미 코하루 4th 사진집 (2009년 9월 27일)
- 「24 Twenty Four」이시카와 리카 9th 사진집 (OG) (2009년 12월 24일)
- 「sweet」카메이 에리 7th 사진집 (2010년 2월 25일)
- 「La」미치시게 사유미 7th 사진집 (2010년 4월 26일)
- 「形（かたち）」다카하시 아이 10th 사진집 (2010년 5월 27일)
- 「アロハロ! 新垣里沙写真集-MAHALO-」니이가키 리사 5th 사진집 (2010년 7월 14일)
- 「えりりん」카메이 에리 8th 사진집 (2010년 9월 26일)
- 「夏・美」아베 나츠미 10th 사진집 (OG) (2010년 10월 30일)
- 「THANKS」카메이 에리 모닝구무스메。졸업기념 PHOTO BOOK (2010년 12월 5일)
- 「Lucky☆」이시카와 리카 10th 사진집 (OG) (2011년 1월 19일)
- 「愛佳」미츠이 아이카 1st 사진집 (2011년 1월 26일)
- 「LOVE No.10」다카하시 아이 11th 사진집 (2011년 3월 28일)
- 「さやしりほ」사야시 리호 1st 사진집 (2011년 8월 27일)
- 「愛愛愛」다카하시 아이 모닝구무스메。라스트 사진집 (2011년 9월 14일)
- 「Sayuminglandoll」미치시게 사유미 8th 사진집 (2011년 10월 27일)
- 「go to natura...」고토 마키 라스트 사진집 (OG) (2011년 11월 27일)
- 「Lucky華心〜hanagocoro〜」이시카와 리카 11th 사진집 (OG) (2012년 1월 27일)
- 「ASCENSION」니이가키 리사 모닝구무스메。라스트 사진집 (2012년 4월 27일)
- 「きら★きら」다나카 레이나 8th 사진집 (2012년 5월 9일)
- 「Subway」아베 나츠미 11th 사진집 (OG) (2012년 7월 14일)
- 「アンドゥトゥア」사야시 리호 2nd 사진집 (2012년 8월 27일)
- 「Do」쿠도 하루카 1st 사진집 (2012년 10월 27일)
- 「美ルフィーユ」미치시게 사유미 9th 사진집 (2013년 1월 25일)
- 「MIZUKI」후쿠무라 미즈키 1st 사진집 (2013년 5월 15일)
- 「石田亜佑美」이시다 아유미 1st 솔로 사진집 (2013년 7월 15일)
- 「Blue Rose」미치시게 사유미 10th 사진집 (2013년 10월 27일)
- 「太陽」사야시 리호 3rd 사진집 (2013년 11월 25일)
- 「shine more」이시다 아유미 2nd 솔로 사진집 (2014년 5월 10일)
- 「うたかた」후쿠무라 미즈키 2nd 사진집 (2014년 6월 25일)
- 「あした天気になーれ!」쿠도 하루카 2nd 사진집 (2014년 9월 25일)
- 「YOUR LOVE」미치시게 사유미 모닝구무스메。'14 라스트 사진집 (2014년 10월 26일)
- 「十六歳」사야시 리호 4th 사진집 (2015년 3월 25일)
- 「Greeting-Photobook-」마키노 마리아 미니 사진집 (2015년 11월 14일)
- 「かがやき」후쿠무라 미즈키 3rd 사진집 (2015년 12월 5일)
- 「モーニング娘。鞘師里保全集2011-2015」사야시 리호 사진집 전집 (2015년 12월 25일)
- 「ハルカゼ」쿠도 하루카 3rd 사진집 (2016년 2월 27일)
- 「Greeting-Photobook-」오가타 하루나 미니 사진집 (2016년 5월 21일)
- 「さくら模様」오다 사쿠라 1st 사진집 (2016년 5월 27일)
- 「It's my turn」이시다 아유미 3rd 사진집 (2016년 6월 27일)
- 「Maria」마키노 마리아 1st 사진집 (2016년 8월 6일)
- 「Greeting-Photobook-」노나카 미키 미니 사진집 (2016년 9월 24일)
- 「衣梨奈」이쿠타 에리나 1st 사진집 (2016년 10월 22일)
- 「春色」이이쿠보 하루나 1st 사진집 (2017년 1월 28일)
- 「Greeting-Photobook-」하가 아카네 미니 사진집 (2017년 3월 7일)
- 「二十歳」후쿠무라 미즈키 4th 사진집 (2017년 7월 15일)
- 「せんこう花火」마키노 마리아 2nd 사진집 (2017년 8월 30일)
- 「Kudo Haruka」쿠도 하루카 4th 사진집 (2017년 10월 27일)
- 「moment」쿠스미 코하루 5th 사진집 (OG) (2017년 11월 15일)
- 「Sakura Breeze」오다 사쿠라 2nd 사진집 (2017년 11월 17일)
- 「if」이쿠타 에리나 2nd 사진집 (2018년 1월 20일)
- 「マリア17歳」마키노 마리아 3rd 사진집 (2018년 2월 2일)
- 「20th canvas」이시다 아유미 4th 사진집 (2018년 4월 27일)
- 「female」이이쿠보 하루나 비쥬얼 포토북 (2018년 5월 12일)
- 「THIS IS REINA」요코야마 레이나 1st 사진집 (2018년 6월 27일)
- 「DREAM」미치시게 사유미 11th 사진집 (OG) (2018년 7월 13일)
- 「Summer Days」마키노 마리아 4th 사진집 (2018년 8월 25일)
- 「三角の硝子」사토 마사키 비쥬얼 포토북 (2018년 10월 6일)
- 「Makana」후쿠무라 미즈키 5th 사진집 (2018년 10월 30일)
- 「María 18 años」마키노 마리아 5th 사진집 (2019년 2월 2일)
- 「さくらのきせつ」오다 사쿠라 3rd 사진집 (2019년 3월 12일)
- 「Say Cheese!」모리토 치사키 2nd 사진집 (2019년 6월 27일)
- 「REINA is eighteen～N to S～」요코야마 레이나 2nd 사진집 (2019년 8월 27일)
- 「多謝!」후쿠무라 미즈키 6th 사진집 (2019년 10월 30일)
- 「楓」카가 카에데 1st 사진집 (2019년 11월 30일)
- 「believe in oneself」이시다 아유미 5th 사진집 (2020년 1월 7일)
- 「Maria19」마키노 마리아 6th 사진집 (2020년 2월 2일)
- 「Akane」하가 아카네 1st 사진집 (2020년 3월 7일)
- 「Lively」쿠도 하루카 5th 사진집 (OG) (2020년 3월 27일)
- 「SAKURA COLOR」오다 사쿠라 4th 사진집 (2020년 4월 20일)
- 「Mei」야마자키 메이 비쥬얼 포토북 (2020년 6월 12일)
- 「Homare」오카무라 호마레 비쥬얼 포토북 (2020년 7월 19일)
- 「Crossroads」모리토 치사키 3rd 사진집 (2020년 10월 1일)
- 「イロハカエデ」카가 카에데 2nd 사진집 (2020년 10월 29일)
- 「First Time」키타가와 리오 1st 사진집 (2020년 11월 12일)
- 「To be myself」노나카 미키 1st 사진집 (2021년 1월 15일)
- 「真莉愛 二十歳」마키노 마리아 7th 사진집 (2021년 2월 2일)
- 「Mei16」야마자키 메이 1st 사진집 (2021년 8월 21일)
- 「with thanks」모리토 치사키 4th 사진집 (2021년 10월 15일)
- 「莉央 17th summer」키타가와 리오 2nd 사진집 (2021년 11월 6일)
- 「メープルシュガー」카가 카에데 3rd 사진집 (2021년 11월 30일)
- 「glance」후쿠무라 미즈키 7th 사진집 (2022년 1월 2일)
- 「M.21」마키노 마리아 8th 사진집 (2022년 2월 2일)
- 「prism」사토 마사키 포토북 (OG) (2022년 2월 28일)
- 「HOMARE SEVENTEEN'S JOURNEY」오카무라 호마레 포토북 (2022년 5월 9일)
- 「Cheers」모리토 치사키 5th 사진집 (2022년 6월 10일)
- 「モーニング娘。 牧野真莉愛 全集 2018 - 2022」마키노 마리아 사진집 전집 (2022년 8월 31일)
- 「18's Vacation」키타가와 리오 3rd 사진집 (2022년 11월 10일)
- 「Are you Ready me」이시다 아유미 6th 사진집 (2023년 1월 7일)
- 「加賀は引力」카가 카에데 카가 온천향 메모리얼 포토북 (OG) (2023년 3월 31일)
- 「さくら日和」오다 사쿠라 5th 사진집 (2023년 3월 12일)
- 「Dear MARIA」마키노 마리아 9th 사진집 (2023년 6월 10일)
- 「梨央 17歳」사쿠라이 리오 1st 사진집 (2023년 6월 29일)
- 「さくらと猫」오다 사쿠라 포토 에세이 (2023년 7월 18일)
- 「Refreshing season」키타가와 리오 4th 사진집 (2023년 8월 9일)
- 「daydream」노나카 미키 2nd 사진집 (2023년 10월 7일)
- 「LAST SCENE」후쿠무라 미즈키 모닝구무스메。'23 라스트 사진집 (2023년 10월 30일)
- 「SAKURA FLOW」오다 사쿠라 6th 사진집 (2024년 7월 19일)
- 「はるかぜ」이노우에 하루카 1st 사진집 (2024년 8월 6일)
- 「Mei19」야마자키 메이 2nd 사진집 (2024년 9월 14일)
- 「20th proof」키타가와 리오 5th 솔로 사진집 (2024년 10월 1일)
- 「Profile.7」이시다 아유미 모닝구무스메。'24 라스트 사진집 (2024년 10월 21일)
- 「natural-ly」사쿠라이 리오 2nd 사진집 (2024년 12월 24일)
- 「Maria 24 tuổi」마키노 마리아 10th 사진집 (2025년 2월 2일)
- 「présent」이쿠타 에리나 모닝구무스메。'25 사진집 (2025년 5월 15일)
- 「ako seventeen」유미게타 아코 1st 사진집 (2025년 7월 8일)

### 코믹스
- 「娘。物語 - モーニング娘。オフィシャルストーリー」(코단샤, 칸자키 유타카 저 / 다나카리 하나바라작 1~6권 연재) ISBN 4-06-178976-7- ISBN 4-06-364049-3
- 「娘。物語。ALIVE!」(코단샤, 칸자키 유타카 저 / 호시노 마유미 구성 연재) ISBN 4-06-364038-8

### 그 외
- モーニング娘。5+3-1 (1999년 5월, 타카라지마사, ASAYAN 편) ISBN 4-7966-1523-7
- モーニング娘。5+3-1 宝島社文庫 (1999년 10월 13日, 타카라지마사, ASAYAN 편)
- モーニング娘。を追いかけろ! - 映画『ピンチランナー』公式メイキング・ブック (2000년 5월, 미디어팩토리, 사이좋은 편집부편) ISBN 4-8401-0076-4
- モーニング娘。のへそ ファンブック (2000년 11월 25일, 와니북스) ISBN 4-8470-1371-9
- ハコイリ娘。(2002년 7월 18일, 신쵸샤, 사쿠라 모모코 공저) ISBN 4-10-407304-0
- モーニング娘。魔法のハート (2002년 9월 6일, 코우분사) ISBN 4-334-90102-6
- モーニング娘。×つんく♂ (2002년 9월 27일, 소니 매거진스, 노우지 유코 저) ISBN 4-7897-1932-4
- モーニング娘。+ハロー!プロジェクト・キッズ+後藤真希インザムービー 仔犬ダンの物語 (2002년 12월 4일, 코단샤, 사이좋은 편집부편) ISBN 4-06-330191-5
- モーニング娘。と「ソトコト」の熱っちい地球を冷ますんだっ。大作戦! (2004년 6월, 아오쿠사, 소트코트 편집부 저) ISBN 4-907818-44-0
- モーニング娘。×つんく♂2 (2005년 3월 25일, 소니 매거진스, 노우지 유코 저) ISBN 4-7897-2519-7
- モーニングチャンネル デジタルフォトヒストリー 2001-2005 (2005년 7월 26일, 키즈넷) ISBN 4-04-894261-1
- モーニング娘。誕生10年記念本 (2007년 9월 12일, 도쿄 뉴스 통신사) ISBN 4-924566-78-0
- モーニング娘。のかんたん! 中国語Book (2008년 7월 1일, 킨다이 에이가샤) ISBN 978-4-7648-2194-1
- モーニング娘。15th Anniversary Photobook ZERO (2013년 9월 30일, 매거진 하우스) ISBN 978-4-8387-2598-4
- モーニング娘。'14 BOOK さゆみんの… おしえてこうはい! (2015년 1월 20일, 와니북스) ISBN 978-4-8470-4715-2
- モーニング娘。'17誌上ドラマ『拝啓、ハル先輩！～東麻布高校白書～』(2017년 12월 11일, 와니북스) ISBN 978-4-8470-4982-8
- モーニング娘。'18密着ドキュメンタリーフォトブック『NO DAY , BUT TODAY 21年目に描いた夢たちVOL.1』(2018년 9월 14일, 도쿄 뉴스 통신사)
- モーニング娘。'18密着ドキュメンタリーフォトブック『NO DAY , BUT TODAY 21年目に描いた夢たちVOL.2』(2018년 9월 14일, 도쿄 뉴스 통신사)
- モーニング娘。'18密着ドキュメンタリーフォトブック『NO DAY , BUT TODAY 21年目に描いた夢たちVOL.3』(2018년 9월 14일, 도쿄 뉴스 통신사)
- モーニング娘。'18密着ドキュメンタリーフォトブック『NO DAY , BUT TODAY 21年目に描いた夢たち COMPLETE BOX』(2018년 9월 14일, 도쿄 뉴스 통신사)

### 잡지 연재
- UTB「모닝구무스메。9기 · 10기 연재「UTB」그라비아 쟁탈 배틀!」(2012년 2월호 ~ , 와니북스)
- Top Yell「마쨩과 쿠도의 하로프로 "선배" 탐방단」(2012년 7월호 ~ , 타케쇼보)
- Top Yell「단기 집중 게재 검증! 모닝구무스메。플라티나기」(2012년 10월호 ~ 12월호, 타케쇼보)